# 4 de 9 amb folre i l'agulla

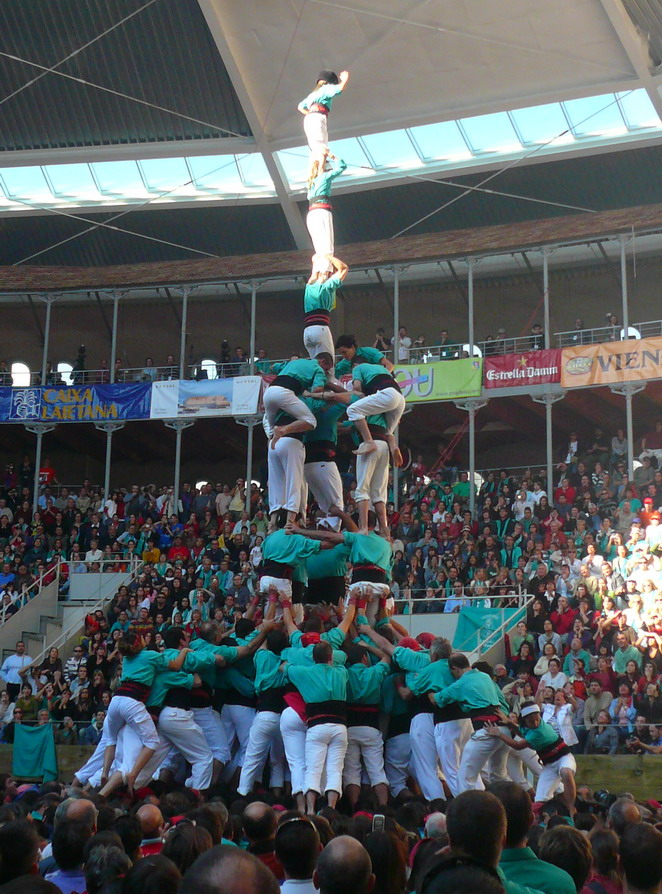
Quatre de nou amb folre i l'agulla descarregat pels Castellers de Vilafranca al XXII Concurs de castells de Tarragona (2008)

El 4 de 9 amb folre i l'agulla, també anomenat quatre de nou amb folre i el pilar, és un castell d'una estructura composta de 4 persones per pis de tronc i de 9 pisos d'alçada. En aquesta construcció, l'estructura de quatre amb agulla està formada per un 4 de 9 amb folre exterior, que en descarregar-se deixa enmig hi ha un pilar de 7 amb folre. L'estructura d'aquest castell és més oberta que la d'un 4 de 9 amb folre normal per tal que el pilar tingui espai a l'interior del castell. Una vegada l'enxaneta fa l'aleta al quatre i comença a baixar del castell, l'acotxador entra al pilar com a enxaneta. Com la resta de castells amb l'agulla, només es considera carregat quan el pilar al complet resta sobre el folre, és a dir, quan els terços del quatre es deixen d'agafar.
Encara que les estructures amb agulla són característiques dels castells de quatre, també s'ha fet de vegades en castells de tres persones per pis, com el 3 de 6 amb l'agulla, 3 de 7 amb l'agulla, el 3 de 8 amb l'agulla i el 3 de 9 amb folre i l'agulla, i el cinc, com el 5 de 6 amb l'agulla, el 5 de 7 amb l'agulla i el 5 de 8 amb l'agulla. És considerat un castell de gamma extra, categoria de les construccions de màxima dificultat. La taula de puntuacions del Concurs de castells de Tarragona de 2018 el situa a una posició per sobre el 5 de 9 amb folre i per sota el 3 de 9 amb folre i l'agulla.

## Història
Malgrat que algunes fonts afirmen que aquest castell es podria haver assolit a Tarragona el 1873, la comunitat castellera està d'acord a establir el sostre dels agullats al segle xix als 8 pisos i nega que el 4 de 9 amb folre i l'agulla fos una realitat durant aquells anys.
El primer 4 de 9 amb folre i l'agulla carregat de la història el van fer els Castellers de Vilafranca a Vilafranca l'1 de novembre de 1995 per la Diada de Tots Sants. Van aconseguir carregar-lo en la primera vegada que s'intentava aquest castell. Un any després, també per Tots Sants, els Castellers de Vilafranca van ser la primera colla de la història en descarregar aquest castell.
Posteriorment ha estat assolit per la Colla Vella dels Xiquets de Valls que el carregà l'any 1998 en el XVII Concurs de castells de Tarragona i el descarregà l'any 2002 per Santa Úrsula. Els Minyons de Terrassa l'han carregat diverses vegades des de l'any 1999, però no l'han descarregat mai.
També ha estat descarregat per la Colla Jove Xiquets de Tarragona en el seu primer intent a plaça a la diada de Festa Major del Catllar 2018, esdevenint la segona colla al món casteller que descarregava els dos castells amb l'agulla.

### Cronologia
La següent taula mostra una cronologia dels intents de 4 de 9 amb folre i agulla fets fins a l'actualitat. Hi figuren les colles que l'han intentat, la data, la diada, la plaça, el resultat del castell, els altres castells intentats en l'actuació i un comentari d'algunes de les temptatives.
| \| Núm. \| Colla \| Data \| Diada \| Plaça \| Resultat \| Actuació \| Notes \| \| ---- \| --------------------------------- \| ---------------------- \| -------------------------------------- \| ---------------------------------------- \| ----------- \| ----------------------------------------------------------- \| ------------------------------------------------------------------------------------------------------------------------------------------------------ \| \| 1 \| Castellers de Vilafranca \| 1 de novembre de 1995 \| Diada de Tots Sants \| Plaça de la Vila, Vilafranca del Penedès \| Carregat \| 4de9fa(c), Tde9fm(id), Tde9fm(i), 3de8(id), Pde8fm(c) \| Primer 4de9fa carregat de la història. Primer 4de9fa carregat dels Castellers de Vilafranca. Primer 4de9fa carregat a Vilafranca del Penedès. \| \| 2 \| Castellers de Vilafranca \| 1 de novembre de 1996 \| Diada de Tots Sants \| Plaça de la Vila, Vilafranca del Penedès \| Descarregat \| 3de9f, Tde9fm, 4de9fa, Pde5 \| Primer 4de9fa descarregat de la història. Primer 4de9fa descarregat dels Castellers de Vilafranca. Primer 4de9fa descarregat a Vilafranca del Penedès. \| \| 3 \| Castellers de Vilafranca \| 30 d'agost de 1997 \| Diada de Sant Fèlix \| Plaça de la Vila, Vilafranca del Penedès \| Descarregat \| 5de9f(c), Tde9fm, 4de9fa, Pde5 \| \| \| 4 \| Castellers de Vilafranca \| 1 de novembre de 1997 \| Diada de Tots Sants \| Plaça de la Vila, Vilafranca del Penedès \| Intent \| 5de9f, Tde9fm(id), Tde9fm, 4de9fa(i), Pde8fm(id), Pde8fm(c) \| \| \| 5 \| Castellers de Vilafranca \| 30 d'agost de 1998 \| Diada de Sant Fèlix \| Plaça de la Vila, Vilafranca del Penedès \| Descarregat \| Tde9fm, 4d9fa, 3de10fm(i), 3de9f, Pde7f \| \| \| 6 \| Castellers de Vilafranca \| 4 d'octubre de 1998 \| XVII Concurs de castells de Tarragona \| Plaça de Braus, Tarragona \| Intent \| Tde9fm, 4de9fa(i), 4de9fa, Pde8fm(c), 5de9f(c) \| Primer intent de 4de9fa a Tarragona. \| \| 7 \| Colla Vella dels Xiquets de Valls \| 4 d'octubre de 1998 \| XVII Concurs de castells de Tarragona \| Plaça de Braus, Tarragona \| Carregat \| 5de9f, 4de9fp(c), Pde8fm(i), Pde8fm(c), 4de9sf(i) \| Primer 4de9fp carregat de la Colla Vella dels Xiquets de Valls. Primer 4de9fp carregat a Tarragona. \| \| 8 \| Castellers de Vilafranca \| 4 d'octubre de 1998 \| XVII Concurs de castells de Tarragona \| Plaça de Braus, Tarragona \| Descarregat \| Tde9fm, 4de9fa(i), 4de9fa, Pde8fm(c), 5de9f(c) \| Primer 4de9fa descarregat a Tarragona. \| \| 9 \| Colla Vella dels Xiquets de Valls \| 25 d'octubre de 1998 \| Diada de Santa Úrsula \| Plaça del Blat, Valls \| Intent \| 5de9f, 4de9fp(i), 3de9f, 4de9fp(c), Pde8fm \| Primer intent de 4de9fp a Valls. \| \| 10 \| Colla Vella dels Xiquets de Valls \| 25 d'octubre de 1998 \| Diada de Santa Úrsula \| Plaça del Blat, Valls \| Carregat \| 5de9f, 4de9fp(i), 3de9f, 4de9fp(c), Pde8fm \| Primer 4de9fp carregat a Valls. \| \| 11 \| Minyons de Terrassa \| 30 d'agost de 1999 \| Diada de Sant Fèlix \| Plaça de la Vila, Vilafranca del Penedès \| Intent \| 4de9fa(i), 3de9f, 4de9f, 5de8, Pde7f \| Primer intent de 4de9fa dels Minyons de Terrassa. \| \| 12 \| Colla Vella dels Xiquets de Valls \| 30 d'agost de 1999 \| Diada de Sant Fèlix \| Plaça de la Vila, Vilafranca del Penedès \| Intent \| 4de9fp(i), 4de9f, 5de9f(c), 4de9fp(i), 4de8, Pde7f \| \| \| 13 \| Castellers de Vilafranca \| 30 d'agost de 1999 \| Diada de Sant Fèlix \| Plaça de la Vila, Vilafranca del Penedès \| Intent \| Tde9fm, 4de9fa(i), 3de10fm(i), 3de9f, Pde8fm \| \| \| 14 \| Colla Vella dels Xiquets de Valls \| 30 d'agost de 1999 \| Diada de Sant Fèlix \| Plaça de la Vila, Vilafranca del Penedès \| Intent \| 4de9fp(i), 4de9f, 5de9f(c), 4de9fp(i), 4de8, Pde7f \| \| \| 15 \| Castellers de Vilafranca \| 26 de setembre de 1999 \| Diada de Sant Miquel \| Plaça de la Vila, Vilafranca del Penedès \| Descarregat \| 3de9f, Tde9fm(i), Tde8f, 4de9fa, Pde8fm \| \| \| 16 \| Colla Vella dels Xiquets de Valls \| 24 d'octubre de 1999 \| Diada de Santa Úrsula \| Plaça del Blat, Valls \| Intent \| 5de9f(i), 3de9f, 4de9fp(i), 4de9f, 4d8p, Pde8fm(c) \| \| \| 17 \| Castellers de Vilafranca \| 1 de novembre de 1999 \| Diada de Tots Sants \| Plaça de la Vila, Vilafranca del Penedès \| Intent \| 4de9fa(i), 3de10fm(i), Tde8sf(i), Tde8sf(c), Pde8fm \| \| \| 18 \| Minyons de Terrassa \| 21 de novembre de 1999 \| XXI Diada dels Minyons de Terrassa \| Raval de Montserrat, Terrassa \| Carregat \| 4de9fa(c), 5de9f(c), 2de8f, Pde6 \| Primer 4de9fa carregat pels Minyons de Terrassa. Primer 4de9fa carregat a Terrassa. \| \| 19 \| Castellers de Vilafranca \| 30 d'agost de 2000 \| Diada de Sant Fèlix \| Plaça de la Vila, Vilafranca del Penedès \| Descarregat \| 4de9fa, 5de9f(id), 5de9f, Tde8sf(i), Tde9fm(c), Pde8fm \| \| \| 20 \| Castellers de Vilafranca \| 8 d'octubre de 2000 \| XVIII Concurs de castells de Tarragona \| Plaça de Braus, Tarragona \| Descarregat \| 4de9fa, 3de10fm(i), 3de10fm(i), Tde8sf(c), 4de9sf(i) \| \| \| 21 \| Castellers de Vilafranca \| 1 de novembre de 2000 \| Diada de Tots Sants \| Plaça de la Vila, Vilafranca del Penedès \| Descarregat \| 3de10fm(i), Tde9fm, 4de9fa, 3de10fm(i), Pde8fm \| \| \| 22 \| Castellers de Vilafranca \| 12 de novembre de 2000 \| Festa Major de Sant Martí \| Plaça del Pou, Altafulla \| Intent \| 3de9f, 4de9fa(i), 4de8a(i), Tde8f, 4de8, Pde7f \| Primer intent de 4de9fa a Altafulla. \| |                                   |                        |                                        |                                          |             |                                                             | |
| Núm. | Colla                             | Data                   | Diada                                  | Plaça                                    | Resultat    | Actuació                                                    | Notes |
| 1 | Castellers de Vilafranca          | 1 de novembre de 1995  | Diada de Tots Sants                    | Plaça de la Vila, Vilafranca del Penedès | Carregat    | 4de9fa(c), Tde9fm(id), Tde9fm(i), 3de8(id), Pde8fm(c)       | Primer 4de9fa carregat de la història. Primer 4de9fa carregat dels Castellers de Vilafranca. Primer 4de9fa carregat a Vilafranca del Penedès.          |
| 2 | Castellers de Vilafranca          | 1 de novembre de 1996  | Diada de Tots Sants                    | Plaça de la Vila, Vilafranca del Penedès | Descarregat | 3de9f, Tde9fm, 4de9fa, Pde5                                 | Primer 4de9fa descarregat de la història. Primer 4de9fa descarregat dels Castellers de Vilafranca. Primer 4de9fa descarregat a Vilafranca del Penedès. |
| 3 | Castellers de Vilafranca          | 30 d'agost de 1997     | Diada de Sant Fèlix                    | Plaça de la Vila, Vilafranca del Penedès | Descarregat | 5de9f(c), Tde9fm, 4de9fa, Pde5                              | |
| 4 | Castellers de Vilafranca          | 1 de novembre de 1997  | Diada de Tots Sants                    | Plaça de la Vila, Vilafranca del Penedès | Intent      | 5de9f, Tde9fm(id), Tde9fm, 4de9fa(i), Pde8fm(id), Pde8fm(c) | |
| 5 | Castellers de Vilafranca          | 30 d'agost de 1998     | Diada de Sant Fèlix                    | Plaça de la Vila, Vilafranca del Penedès | Descarregat | Tde9fm, 4d9fa, 3de10fm(i), 3de9f, Pde7f                     | |
| 6 | Castellers de Vilafranca          | 4 d'octubre de 1998    | XVII Concurs de castells de Tarragona  | Plaça de Braus, Tarragona                | Intent      | Tde9fm, 4de9fa(i), 4de9fa, Pde8fm(c), 5de9f(c)              | Primer intent de 4de9fa a Tarragona. |
| 7 | Colla Vella dels Xiquets de Valls | 4 d'octubre de 1998    | XVII Concurs de castells de Tarragona  | Plaça de Braus, Tarragona                | Carregat    | 5de9f, 4de9fp(c), Pde8fm(i), Pde8fm(c), 4de9sf(i)           | Primer 4de9fp carregat de la Colla Vella dels Xiquets de Valls. Primer 4de9fp carregat a Tarragona.                                                    |
| 8 | Castellers de Vilafranca          | 4 d'octubre de 1998    | XVII Concurs de castells de Tarragona  | Plaça de Braus, Tarragona                | Descarregat | Tde9fm, 4de9fa(i), 4de9fa, Pde8fm(c), 5de9f(c)              | Primer 4de9fa descarregat a Tarragona. |
| 9 | Colla Vella dels Xiquets de Valls | 25 d'octubre de 1998   | Diada de Santa Úrsula                  | Plaça del Blat, Valls                    | Intent      | 5de9f, 4de9fp(i), 3de9f, 4de9fp(c), Pde8fm                  | Primer intent de 4de9fp a Valls. |
| 10 | Colla Vella dels Xiquets de Valls | 25 d'octubre de 1998   | Diada de Santa Úrsula                  | Plaça del Blat, Valls                    | Carregat    | 5de9f, 4de9fp(i), 3de9f, 4de9fp(c), Pde8fm                  | Primer 4de9fp carregat a Valls. |
| 11 | Minyons de Terrassa               | 30 d'agost de 1999     | Diada de Sant Fèlix                    | Plaça de la Vila, Vilafranca del Penedès | Intent      | 4de9fa(i), 3de9f, 4de9f, 5de8, Pde7f                        | Primer intent de 4de9fa dels Minyons de Terrassa. |
| 12 | Colla Vella dels Xiquets de Valls | 30 d'agost de 1999     | Diada de Sant Fèlix                    | Plaça de la Vila, Vilafranca del Penedès | Intent      | 4de9fp(i), 4de9f, 5de9f(c), 4de9fp(i), 4de8, Pde7f          | |
| 13 | Castellers de Vilafranca          | 30 d'agost de 1999     | Diada de Sant Fèlix                    | Plaça de la Vila, Vilafranca del Penedès | Intent      | Tde9fm, 4de9fa(i), 3de10fm(i), 3de9f, Pde8fm                | |
| 14 | Colla Vella dels Xiquets de Valls | 30 d'agost de 1999     | Diada de Sant Fèlix                    | Plaça de la Vila, Vilafranca del Penedès | Intent      | 4de9fp(i), 4de9f, 5de9f(c), 4de9fp(i), 4de8, Pde7f          | |
| 15 | Castellers de Vilafranca          | 26 de setembre de 1999 | Diada de Sant Miquel                   | Plaça de la Vila, Vilafranca del Penedès | Descarregat | 3de9f, Tde9fm(i), Tde8f, 4de9fa, Pde8fm                     | |
| 16 | Colla Vella dels Xiquets de Valls | 24 d'octubre de 1999   | Diada de Santa Úrsula                  | Plaça del Blat, Valls                    | Intent      | 5de9f(i), 3de9f, 4de9fp(i), 4de9f, 4d8p, Pde8fm(c)          | |
| 17 | Castellers de Vilafranca          | 1 de novembre de 1999  | Diada de Tots Sants                    | Plaça de la Vila, Vilafranca del Penedès | Intent      | 4de9fa(i), 3de10fm(i), Tde8sf(i), Tde8sf(c), Pde8fm         | |
| 18 | Minyons de Terrassa               | 21 de novembre de 1999 | XXI Diada dels Minyons de Terrassa     | Raval de Montserrat, Terrassa            | Carregat    | 4de9fa(c), 5de9f(c), 2de8f, Pde6                            | Primer 4de9fa carregat pels Minyons de Terrassa. Primer 4de9fa carregat a Terrassa.                                                                    |
| 19 | Castellers de Vilafranca          | 30 d'agost de 2000     | Diada de Sant Fèlix                    | Plaça de la Vila, Vilafranca del Penedès | Descarregat | 4de9fa, 5de9f(id), 5de9f, Tde8sf(i), Tde9fm(c), Pde8fm      | |
| 20 | Castellers de Vilafranca          | 8 d'octubre de 2000    | XVIII Concurs de castells de Tarragona | Plaça de Braus, Tarragona                | Descarregat | 4de9fa, 3de10fm(i), 3de10fm(i), Tde8sf(c), 4de9sf(i)        | |
| 21 | Castellers de Vilafranca          | 1 de novembre de 2000  | Diada de Tots Sants                    | Plaça de la Vila, Vilafranca del Penedès | Descarregat | 3de10fm(i), Tde9fm, 4de9fa, 3de10fm(i), Pde8fm              | |
| 22 | Castellers de Vilafranca          | 12 de novembre de 2000 | Festa Major de Sant Martí              | Plaça del Pou, Altafulla                 | Intent      | 3de9f, 4de9fa(i), 4de8a(i), Tde8f, 4de8, Pde7f              | Primer intent de 4de9fa a Altafulla. |

| Núm. | Colla                             | Data                   | Diada                                  | Plaça                                    | Resultat    | Actuació                                                    | Notes |
| ---- | --------------------------------- | ---------------------- | -------------------------------------- | ---------------------------------------- | ----------- | ----------------------------------------------------------- | --- |
| 1    | Castellers de Vilafranca          | 1 de novembre de 1995  | Diada de Tots Sants                    | Plaça de la Vila, Vilafranca del Penedès | Carregat    | 4de9fa(c), Tde9fm(id), Tde9fm(i), 3de8(id), Pde8fm(c)       | Primer 4de9fa carregat de la història. Primer 4de9fa carregat dels Castellers de Vilafranca. Primer 4de9fa carregat a Vilafranca del Penedès.          |
| 2    | Castellers de Vilafranca          | 1 de novembre de 1996  | Diada de Tots Sants                    | Plaça de la Vila, Vilafranca del Penedès | Descarregat | 3de9f, Tde9fm, 4de9fa, Pde5                                 | Primer 4de9fa descarregat de la història. Primer 4de9fa descarregat dels Castellers de Vilafranca. Primer 4de9fa descarregat a Vilafranca del Penedès. |
| 3    | Castellers de Vilafranca          | 30 d'agost de 1997     | Diada de Sant Fèlix                    | Plaça de la Vila, Vilafranca del Penedès | Descarregat | 5de9f(c), Tde9fm, 4de9fa, Pde5                              | |
| 4    | Castellers de Vilafranca          | 1 de novembre de 1997  | Diada de Tots Sants                    | Plaça de la Vila, Vilafranca del Penedès | Intent      | 5de9f, Tde9fm(id), Tde9fm, 4de9fa(i), Pde8fm(id), Pde8fm(c) | |
| 5    | Castellers de Vilafranca          | 30 d'agost de 1998     | Diada de Sant Fèlix                    | Plaça de la Vila, Vilafranca del Penedès | Descarregat | Tde9fm, 4d9fa, 3de10fm(i), 3de9f, Pde7f                     | |
| 6    | Castellers de Vilafranca          | 4 d'octubre de 1998    | XVII Concurs de castells de Tarragona  | Plaça de Braus, Tarragona                | Intent      | Tde9fm, 4de9fa(i), 4de9fa, Pde8fm(c), 5de9f(c)              | Primer intent de 4de9fa a Tarragona. |
| 7    | Colla Vella dels Xiquets de Valls | 4 d'octubre de 1998    | XVII Concurs de castells de Tarragona  | Plaça de Braus, Tarragona                | Carregat    | 5de9f, 4de9fp(c), Pde8fm(i), Pde8fm(c), 4de9sf(i)           | Primer 4de9fp carregat de la Colla Vella dels Xiquets de Valls. Primer 4de9fp carregat a Tarragona.                                                    |
| 8    | Castellers de Vilafranca          | 4 d'octubre de 1998    | XVII Concurs de castells de Tarragona  | Plaça de Braus, Tarragona                | Descarregat | Tde9fm, 4de9fa(i), 4de9fa, Pde8fm(c), 5de9f(c)              | Primer 4de9fa descarregat a Tarragona. |
| 9    | Colla Vella dels Xiquets de Valls | 25 d'octubre de 1998   | Diada de Santa Úrsula                  | Plaça del Blat, Valls                    | Intent      | 5de9f, 4de9fp(i), 3de9f, 4de9fp(c), Pde8fm                  | Primer intent de 4de9fp a Valls. |
| 10   | Colla Vella dels Xiquets de Valls | 25 d'octubre de 1998   | Diada de Santa Úrsula                  | Plaça del Blat, Valls                    | Carregat    | 5de9f, 4de9fp(i), 3de9f, 4de9fp(c), Pde8fm                  | Primer 4de9fp carregat a Valls. |
| 11   | Minyons de Terrassa               | 30 d'agost de 1999     | Diada de Sant Fèlix                    | Plaça de la Vila, Vilafranca del Penedès | Intent      | 4de9fa(i), 3de9f, 4de9f, 5de8, Pde7f                        | Primer intent de 4de9fa dels Minyons de Terrassa. |
| 12   | Colla Vella dels Xiquets de Valls | 30 d'agost de 1999     | Diada de Sant Fèlix                    | Plaça de la Vila, Vilafranca del Penedès | Intent      | 4de9fp(i), 4de9f, 5de9f(c), 4de9fp(i), 4de8, Pde7f          | |
| 13   | Castellers de Vilafranca          | 30 d'agost de 1999     | Diada de Sant Fèlix                    | Plaça de la Vila, Vilafranca del Penedès | Intent      | Tde9fm, 4de9fa(i), 3de10fm(i), 3de9f, Pde8fm                | |
| 14   | Colla Vella dels Xiquets de Valls | 30 d'agost de 1999     | Diada de Sant Fèlix                    | Plaça de la Vila, Vilafranca del Penedès | Intent      | 4de9fp(i), 4de9f, 5de9f(c), 4de9fp(i), 4de8, Pde7f          | |
| 15   | Castellers de Vilafranca          | 26 de setembre de 1999 | Diada de Sant Miquel                   | Plaça de la Vila, Vilafranca del Penedès | Descarregat | 3de9f, Tde9fm(i), Tde8f, 4de9fa, Pde8fm                     | |
| 16   | Colla Vella dels Xiquets de Valls | 24 d'octubre de 1999   | Diada de Santa Úrsula                  | Plaça del Blat, Valls                    | Intent      | 5de9f(i), 3de9f, 4de9fp(i), 4de9f, 4d8p, Pde8fm(c)          | |
| 17   | Castellers de Vilafranca          | 1 de novembre de 1999  | Diada de Tots Sants                    | Plaça de la Vila, Vilafranca del Penedès | Intent      | 4de9fa(i), 3de10fm(i), Tde8sf(i), Tde8sf(c), Pde8fm         | |
| 18   | Minyons de Terrassa               | 21 de novembre de 1999 | XXI Diada dels Minyons de Terrassa     | Raval de Montserrat, Terrassa            | Carregat    | 4de9fa(c), 5de9f(c), 2de8f, Pde6                            | Primer 4de9fa carregat pels Minyons de Terrassa. Primer 4de9fa carregat a Terrassa.                                                                    |
| 19   | Castellers de Vilafranca          | 30 d'agost de 2000     | Diada de Sant Fèlix                    | Plaça de la Vila, Vilafranca del Penedès | Descarregat | 4de9fa, 5de9f(id), 5de9f, Tde8sf(i), Tde9fm(c), Pde8fm      | |
| 20   | Castellers de Vilafranca          | 8 d'octubre de 2000    | XVIII Concurs de castells de Tarragona | Plaça de Braus, Tarragona                | Descarregat | 4de9fa, 3de10fm(i), 3de10fm(i), Tde8sf(c), 4de9sf(i)        | |
| 21   | Castellers de Vilafranca          | 1 de novembre de 2000  | Diada de Tots Sants                    | Plaça de la Vila, Vilafranca del Penedès | Descarregat | 3de10fm(i), Tde9fm, 4de9fa, 3de10fm(i), Pde8fm              | |
| 22   | Castellers de Vilafranca          | 12 de novembre de 2000 | Festa Major de Sant Martí              | Plaça del Pou, Altafulla                 | Intent      | 3de9f, 4de9fa(i), 4de8a(i), Tde8f, 4de8, Pde7f              | Primer intent de 4de9fa a Altafulla. |

| \| Núm. \| Colla \| Data \| Diada \| Plaça \| Resultat \| Actuació \| Notes \| \| ---- \| --------------------------------- \| ---------------------- \| -------------------------------------------------- \| ----------------------------------------------- \| ---------------- \| ---------------------------------------------------------------- \| ----------------------------------------------------------------------------------------------------- \| \| 23 \| Castellers de Vilafranca \| 15 d'agost de 2001 \| Festa Major de la Bisbal del Penedès \| Carrer del Doctor Robert, La Bisbal del Penedès \| Intent desmuntat \| 3de9f, Tde9fm, 4de9fa(id), 4de9fa(i), 4de9f, Pde8fm \| Primer intent de 4de9fa a la Bisbal del Penedès. \| \| 24 \| Castellers de Vilafranca \| 15 d'agost de 2001 \| Festa Major de la Bisbal del Penedès \| Carrer del Doctor Robert, La Bisbal del Penedès \| Intent \| 3de9f, Tde9fm, 4de9fa(id), 4de9fa(i), 4de9f, Pde8fm \| \| \| 25 \| Castellers de Vilafranca \| 30 d'agost de 2001 \| Diada de Sant Fèlix \| Plaça de la Vila, Vilafranca del Penedès \| Descarregat \| 4de9fa, 3de10fm(c), 5de9f(id), 5de9f(c), Pde8fm(i), Pde8fm \| \| \| 26 \| Colla Vella dels Xiquets de Valls \| 21 d'octubre de 2001 \| Diada de Santa Úrsula \| Plaça del Blat, Valls \| Intent \| 4de9sf(i), 4de9fp(c), 4de9sf(c), 2de8sf(i), 2de8sf(id) \| \| \| 27 \| Minyons de Terrassa \| 28 d'octubre de 2001 \| Diada de Sant Narcís \| Plaça del Vi, Girona \| Carregat \| 5de9f, 4de9fa(c), 3de9f, Pde7f \| Primer 4de9fa carregat a Girona. \| \| 28 \| Castellers de Vilafranca \| 30 d'agost de 2002 \| Diada de Sant Fèlix \| Plaça de la Vila, Vilafranca del Penedès \| Descarregat \| 4de9fa, 3de10fm(i), Tde9fm, 3de10fm(i), 3de9f, Pde8fm \| \| \| 29 \| Colla Vella dels Xiquets de Valls \| 30 d'agost de 2002 \| Diada de Sant Fèlix \| Plaça de la Vila, Vilafranca del Penedès \| Intent \| 4de9fp(i), 3de9f, 4de9f, 4de9fp(i), 4de8p, Pde7f \| \| \| 30 \| Minyons de Terrassa \| 30 d'agost de 2002 \| Diada de Sant Fèlix \| Plaça de la Vila, Vilafranca del Penedès \| Carregat \| 2de9fm, 4de9fa(c), 5de9f, Pde7f \| \| \| 31 \| Colla Vella dels Xiquets de Valls \| 30 d'agost de 2002 \| Diada de Sant Fèlix \| Plaça de la Vila, Vilafranca del Penedès \| Intent \| 4de9fp(i), 3de9f, 4de9f, 4de9fp(i), 4de8p, Pde7f \| \| \| 32 \| Minyons de Terrassa \| 22 de setembre de 2002 \| Diada de la Mercè \| Plaça de Sant Jaume, Barcelona \| Carregat \| 4de9fa(c), 5de9f(i), 2de8f, 3de9f, Pde5 \| Primer 4de9fa carregat a Barcelona. \| \| 33 \| Colla Vella dels Xiquets de Valls \| 22 de setembre de 2002 \| Diada de Misericòrdia \| Plaça del Mercadal, Reus \| Intent \| 3de9f, 4de9fp(i), 4de8, 5de8, 2 Pde5 \| Primer intent de 4de9fp a Reus. \| \| 34 \| Castellers de Vilafranca \| 6 d'octubre de 2002 \| XIX Concurs de castells de Tarragona \| Plaça de Braus, Tarragona \| Descarregat \| 4de9fa, 5de9f, 3de10fm(c), 4de9sf(i) \| \| \| 35 \| Colla Vella dels Xiquets de Valls \| 6 d'octubre de 2002 \| XIX Concurs de castells de Tarragona \| Plaça de Braus, Tarragona \| Carregat \| 4de9fp(c), 5de9f, 2de8sf(i), 2de9sm(i) \| \| \| 36 \| Minyons de Terrassa \| 27 d'octubre de 2002 \| Diada de Sant Narcís \| Plaça del Vi, Girona \| Carregat \| 4de9fa(c), Pde8fm(c), 3de9f(i), Pde5 \| \| \| 37 \| Colla Vella dels Xiquets de Valls \| 27 d'octubre de 2002 \| Diada de Santa Úrsula \| Plaça del Blat, Valls \| Intent \| 4de9fp(i), 4de9fp, 4de9sf(c), 3de9f, Pde8fm \| \| \| 38 \| Colla Vella dels Xiquets de Valls \| 27 d'octubre de 2002 \| Diada de Santa Úrsula \| Plaça del Blat, Valls \| Descarregat \| 4de9fp(i), 4de9fp, 4de9sf(c), 3de9f, Pde8fm \| Primer 4de9fp descarregat de la Colla Vella dels Xiquets de Valls. Primer 4de9fp descarregat a Valls. \| \| 39 \| Minyons de Terrassa \| 17 de novembre de 2002 \| XXIV Diada dels Minyons de Terrassa \| Raval de Montserrat, Terrassa \| Intent \| 3de10fm, 4de9fa(i), 4de9fa(c), 2de8f, Pde7f \| \| \| 40 \| Minyons de Terrassa \| 17 de novembre de 2002 \| XXIV Diada dels Minyons de Terrassa \| Raval de Montserrat, Terrassa \| Carregat \| 3de10fm, 4de9fa(i), 4de9fa(c), 2de8f, Pde7f \| \| \| 41 \| Castellers de Vilafranca \| 30 d'agost de 2003 \| Diada de Sant Fèlix \| Plaça de la Vila, Vilafranca del Penedès \| Intent \| 3de10fm(c), Tde9fm(id), Tde9fm, 4de9fa(i), 4de9fa(c), Pde8fm(i) \| \| \| 42 \| Castellers de Vilafranca \| 30 d'agost de 2003 \| Diada de Sant Fèlix \| Plaça de la Vila, Vilafranca del Penedès \| Carregat \| 3de10fm(c), Tde9fm(id), Tde9fm, 4de9fa(i), 4de9fa(c), Pde8fm(i) \| \| \| 43 \| Colla Vella dels Xiquets de Valls \| 30 d'agost de 2003 \| Diada de Sant Fèlix \| Plaça de la Vila, Vilafranca del Penedès \| Intent \| 5de9f(i), 4de9f, 4de9fp(i), 4de8p, 3de9f, Pde6 \| \| \| 44 \| Colla Vella dels Xiquets de Valls \| 5 d'octubre de 2003 \| Diada del Mercadal \| Plaça del Mercadal, Reus \| Intent \| 9de8, 4de9fp(i), 4de8p(c), 4de9f(c), Pde6 \| \| \| 45 \| Castellers de Vilafranca \| 1 de novembre de 2003 \| Diada de Tots Sants \| Plaça de la Vila, Vilafranca del Penedès \| Intent desmuntat \| 4de9sf(c), 4de9fa(id), Tde9fm(id), 4de9fa(id), 3de9f(id), Pde8fm \| \| \| 46 \| Castellers de Vilafranca \| 1 de novembre de 2003 \| Diada de Tots Sants \| Plaça de la Vila, Vilafranca del Penedès \| Intent desmuntat \| 4de9sf(c), 4de9fa(id), Tde9fm(id), 4de9fa(id), 3de9f(id), Pde8fm \| \| \| 47 \| Castellers de Vilafranca \| 30 d'agost de 2004 \| Diada de Sant Fèlix \| Plaça de la Vila, Vilafranca del Penedès \| Carregat \| 4de9fa(c), Tde8sf(c), 5de9f(c), Pde7f \| \| \| 48 \| Castellers de Vilafranca \| 31 d'agost de 2004 \| Diada de Sant Ramon \| Plaça de la Vila, Vilafranca del Penedès \| Descarregat \| 4de9fa, Tde9fm, Pde8fm \| \| \| 49 \| Castellers de Vilafranca \| 3 d'octubre de 2004 \| XX Concurs de castells de Tarragona \| Plaça de Braus, Tarragona \| Descarregat \| 4de9fa, Pde8fm, Tde8sf(c), 3de10fm(i) \| \| \| 50 \| Colla Vella dels Xiquets de Valls \| 3 d'octubre de 2004 \| XX Concurs de castells de Tarragona \| Plaça de Braus, Tarragona \| Descarregat \| 5de9f(c), 4de9fp, 2de8sf(i), 2de8sf(i), 3de9sf(i) \| \| \| 51 \| Castellers de Vilafranca \| 30 d'agost de 2005 \| Diada de Sant Fèlix \| Plaça de la Vila, Vilafranca del Penedès \| Descarregat \| 4de9fa, Tde9f(c), 3de10fm(c), Pde8fm(c) \| Millor actuació de la història dels castells fins a aquell moment. \| \| 52 \| Castellers de Vilafranca \| 30 d'agost de 2006 \| Diada de Sant Fèlix \| Plaça de la Vila, Vilafranca del Penedès \| Descarregat \| 4de9fa, 5de9f, 3de10fm(c), Pde8fm \| \| \| 53 \| Colla Vella dels Xiquets de Valls \| 17 de setembre de 2006 \| Diada del primer diumenge de Festes de Santa Tecla \| Plaça de la Font, Tarragona \| Intent \| 3de9f, 4de9fp(i), 5de8, 4de9f, Pde6 \| \| \| 54 \| Colla Vella dels Xiquets de Valls \| 1 d'octubre de 2006 \| XXI Concurs de Castells de Tarragona \| Plaça de Braus, Tarragona \| Carregat \| 4de9fp(c), 5de9f(c), 4de9sf(i), 3de9f \| \| \| 55 \| Castellers de Vilafranca \| 1 d'octubre de 2006 \| XXI Concurs de Castells de Tarragona \| Plaça de Braus, Tarragona \| Descarregat \| 4de9fa, 5de9f, 3de10fm(i), Tde8sf(c) \| \| \| 56 \| Colla Vella dels Xiquets de Valls \| 22 d'octubre de 2006 \| Diada de Santa Úrsula \| Plaça del Blat, Valls \| Intent desmuntat \| 4de9fp(id), 3de9f, 4de9fp(i), 4de8p, 2de8sf(id), 5de8, Pde7f \| \| \| 57 \| Colla Vella dels Xiquets de Valls \| 22 d'octubre de 2006 \| Diada de Santa Úrsula \| Plaça del Blat, Valls \| Intent \| 4de9fp(id), 3de9f, 4de9fp(i), 4de8p, 2de8sf(id), 5de8, Pde7f \| \| \| 58 \| Castellers de Vilafranca \| 1 de novembre de 2006 \| Diada de Tots Sants \| Plaça de la Vila, Vilafranca del Penedès \| Descarregat \| 4de9fa, 5de9f, Tde9fm, Pde8fm \| \| \| 59 \| Castellers de Vilafranca \| 30 d'agost de 2007 \| Diada de Sant Fèlix \| Plaça de la Vila, Vilafranca del Penedès \| Carregat \| 4de9fa(c), 3de10fm(id), 3de10fm(i), Tde9fm, Pde8fm \| \| \| 60 \| Castellers de Vilafranca \| 28 d'octubre de 2007 \| Diada de la Colla Jove de Castellers de Sitges \| Plaça del Cap de la Vila, Sitges \| Descarregat \| 4de9fa, Tde9fm, 3de9f(id), 3de9f, Pde7f \| Primer 4de9fa descarregat a Sitges. \| \| 61 \| Castellers de Vilafranca \| 28 d'octubre de 2008 \| Diada de les Santes \| Plaça de Santa Anna, Mataró \| Intent desmuntat \| 4de9fa(id), 3de9f(c), 4de8a, Tde9fm(i), Tde8f, Pde7f \| Primer intent de 4de9fa a Mataró. \| \| 62 \| Castellers de Vilafranca \| 30 d'agost de 2008 \| Diada de Sant Fèlix \| Plaça de la Vila, Vilafranca del Penedès \| Descarregat \| 4de9fa, Tde9fm, 3de9f, Pde8fm \| \| \| 63 \| Castellers de Vilafranca \| 5 d'octubre de 2008 \| XXII Concurs de Castells de Tarragona \| Plaça de Braus, Tarragona \| Descarregat \| 4de9fa, Pde8fm, Tde8sf(c), 4de9sf(c) \| \| \| 64 \| Colla Vella dels Xiquets de Valls \| 5 d'octubre de 2008 \| XXII Concurs de Castells de Tarragona \| Plaça de Braus, Tarragona \| Intent desmuntat \| Pde8fm(c), 5de9f(c), 4de9fp(id), 4de9fp(id) \| \| \| 65 \| Colla Vella dels Xiquets de Valls \| 5 d'octubre de 2008 \| XXII Concurs de Castells de Tarragona \| Plaça de Braus, Tarragona \| Intent desmuntat \| Pde8fm(c), 5de9f(c), 4de9fp(id), 4de9fp(id) \| \| \| 66 \| Castellers de Vilafranca \| 30 d'agost de 2009 \| Diada de Sant Fèlix \| Plaça de la Vila, Vilafranca del Penedès \| Descarregat \| 4de9fa, 3de10fm(i), Tde9fm, 3de9fa(i), 4de9f, Pde7f(i) \| \| \| 67 \| Castellers de Vilafranca \| 1 de novembre de 2009 \| Diada de Tots Sants \| Plaça de la Vila, Vilafranca del Penedès \| Carregat \| 3de10fm(i), Tde9fm, 4de9fa(c), 3de9f, Pde8fm(c) \| \| \| 68 \| Castellers de Vilafranca \| 30 d'agost de 2010 \| Diada de Sant Fèlix \| Plaça de la Vila, Vilafranca del Penedès \| Descarregat \| 4de9fa, 5de9f(id), 5de9f, 3de10fm(i), Tde9fm(c), Pde8fm \| \| \| 69 \| Castellers de Vilafranca \| 3 d'octubre de 2010 \| XXIII Concurs de Castells de Tarragona \| Tarraco Arena Plaça, Tarragona \| Descarregat \| 4de9fa, Pde8fm(c), 5de9f, Tde8sf(i) \| \| \| 70 \| Castellers de Vilafranca \| 1 de novembre de 2010 \| Diada de Tots Sants \| Plaça de la Vila, Vilafranca del Penedès \| Descarregat \| 4de9fa, Tde8sf, 3de9fa, Pde8fm \| \| |                                   |                        |                                                    |                                                 |                  |                                                                  | |
| Núm. | Colla                             | Data                   | Diada                                              | Plaça                                           | Resultat         | Actuació                                                         | Notes                                                                                                 |
| 23 | Castellers de Vilafranca          | 15 d'agost de 2001     | Festa Major de la Bisbal del Penedès               | Carrer del Doctor Robert, La Bisbal del Penedès | Intent desmuntat | 3de9f, Tde9fm, 4de9fa(id), 4de9fa(i), 4de9f, Pde8fm              | Primer intent de 4de9fa a la Bisbal del Penedès.                                                      |
| 24 | Castellers de Vilafranca          | 15 d'agost de 2001     | Festa Major de la Bisbal del Penedès               | Carrer del Doctor Robert, La Bisbal del Penedès | Intent           | 3de9f, Tde9fm, 4de9fa(id), 4de9fa(i), 4de9f, Pde8fm              | |
| 25 | Castellers de Vilafranca          | 30 d'agost de 2001     | Diada de Sant Fèlix                                | Plaça de la Vila, Vilafranca del Penedès        | Descarregat      | 4de9fa, 3de10fm(c), 5de9f(id), 5de9f(c), Pde8fm(i), Pde8fm       | |
| 26 | Colla Vella dels Xiquets de Valls | 21 d'octubre de 2001   | Diada de Santa Úrsula                              | Plaça del Blat, Valls                           | Intent           | 4de9sf(i), 4de9fp(c), 4de9sf(c), 2de8sf(i), 2de8sf(id)           | |
| 27 | Minyons de Terrassa               | 28 d'octubre de 2001   | Diada de Sant Narcís                               | Plaça del Vi, Girona                            | Carregat         | 5de9f, 4de9fa(c), 3de9f, Pde7f                                   | Primer 4de9fa carregat a Girona.                                                                      |
| 28 | Castellers de Vilafranca          | 30 d'agost de 2002     | Diada de Sant Fèlix                                | Plaça de la Vila, Vilafranca del Penedès        | Descarregat      | 4de9fa, 3de10fm(i), Tde9fm, 3de10fm(i), 3de9f, Pde8fm            | |
| 29 | Colla Vella dels Xiquets de Valls | 30 d'agost de 2002     | Diada de Sant Fèlix                                | Plaça de la Vila, Vilafranca del Penedès        | Intent           | 4de9fp(i), 3de9f, 4de9f, 4de9fp(i), 4de8p, Pde7f                 | |
| 30 | Minyons de Terrassa               | 30 d'agost de 2002     | Diada de Sant Fèlix                                | Plaça de la Vila, Vilafranca del Penedès        | Carregat         | 2de9fm, 4de9fa(c), 5de9f, Pde7f                                  | |
| 31 | Colla Vella dels Xiquets de Valls | 30 d'agost de 2002     | Diada de Sant Fèlix                                | Plaça de la Vila, Vilafranca del Penedès        | Intent           | 4de9fp(i), 3de9f, 4de9f, 4de9fp(i), 4de8p, Pde7f                 | |
| 32 | Minyons de Terrassa               | 22 de setembre de 2002 | Diada de la Mercè                                  | Plaça de Sant Jaume, Barcelona                  | Carregat         | 4de9fa(c), 5de9f(i), 2de8f, 3de9f, Pde5                          | Primer 4de9fa carregat a Barcelona.                                                                   |
| 33 | Colla Vella dels Xiquets de Valls | 22 de setembre de 2002 | Diada de Misericòrdia                              | Plaça del Mercadal, Reus                        | Intent           | 3de9f, 4de9fp(i), 4de8, 5de8, 2 Pde5                             | Primer intent de 4de9fp a Reus.                                                                       |
| 34 | Castellers de Vilafranca          | 6 d'octubre de 2002    | XIX Concurs de castells de Tarragona               | Plaça de Braus, Tarragona                       | Descarregat      | 4de9fa, 5de9f, 3de10fm(c), 4de9sf(i)                             | |
| 35 | Colla Vella dels Xiquets de Valls | 6 d'octubre de 2002    | XIX Concurs de castells de Tarragona               | Plaça de Braus, Tarragona                       | Carregat         | 4de9fp(c), 5de9f, 2de8sf(i), 2de9sm(i)                           | |
| 36 | Minyons de Terrassa               | 27 d'octubre de 2002   | Diada de Sant Narcís                               | Plaça del Vi, Girona                            | Carregat         | 4de9fa(c), Pde8fm(c), 3de9f(i), Pde5                             | |
| 37 | Colla Vella dels Xiquets de Valls | 27 d'octubre de 2002   | Diada de Santa Úrsula                              | Plaça del Blat, Valls                           | Intent           | 4de9fp(i), 4de9fp, 4de9sf(c), 3de9f, Pde8fm                      | |
| 38 | Colla Vella dels Xiquets de Valls | 27 d'octubre de 2002   | Diada de Santa Úrsula                              | Plaça del Blat, Valls                           | Descarregat      | 4de9fp(i), 4de9fp, 4de9sf(c), 3de9f, Pde8fm                      | Primer 4de9fp descarregat de la Colla Vella dels Xiquets de Valls. Primer 4de9fp descarregat a Valls. |
| 39 | Minyons de Terrassa               | 17 de novembre de 2002 | XXIV Diada dels Minyons de Terrassa                | Raval de Montserrat, Terrassa                   | Intent           | 3de10fm, 4de9fa(i), 4de9fa(c), 2de8f, Pde7f                      | |
| 40 | Minyons de Terrassa               | 17 de novembre de 2002 | XXIV Diada dels Minyons de Terrassa                | Raval de Montserrat, Terrassa                   | Carregat         | 3de10fm, 4de9fa(i), 4de9fa(c), 2de8f, Pde7f                      | |
| 41 | Castellers de Vilafranca          | 30 d'agost de 2003     | Diada de Sant Fèlix                                | Plaça de la Vila, Vilafranca del Penedès        | Intent           | 3de10fm(c), Tde9fm(id), Tde9fm, 4de9fa(i), 4de9fa(c), Pde8fm(i)  | |
| 42 | Castellers de Vilafranca          | 30 d'agost de 2003     | Diada de Sant Fèlix                                | Plaça de la Vila, Vilafranca del Penedès        | Carregat         | 3de10fm(c), Tde9fm(id), Tde9fm, 4de9fa(i), 4de9fa(c), Pde8fm(i)  | |
| 43 | Colla Vella dels Xiquets de Valls | 30 d'agost de 2003     | Diada de Sant Fèlix                                | Plaça de la Vila, Vilafranca del Penedès        | Intent           | 5de9f(i), 4de9f, 4de9fp(i), 4de8p, 3de9f, Pde6                   | |
| 44 | Colla Vella dels Xiquets de Valls | 5 d'octubre de 2003    | Diada del Mercadal                                 | Plaça del Mercadal, Reus                        | Intent           | 9de8, 4de9fp(i), 4de8p(c), 4de9f(c), Pde6                        | |
| 45 | Castellers de Vilafranca          | 1 de novembre de 2003  | Diada de Tots Sants                                | Plaça de la Vila, Vilafranca del Penedès        | Intent desmuntat | 4de9sf(c), 4de9fa(id), Tde9fm(id), 4de9fa(id), 3de9f(id), Pde8fm | |
| 46 | Castellers de Vilafranca          | 1 de novembre de 2003  | Diada de Tots Sants                                | Plaça de la Vila, Vilafranca del Penedès        | Intent desmuntat | 4de9sf(c), 4de9fa(id), Tde9fm(id), 4de9fa(id), 3de9f(id), Pde8fm | |
| 47 | Castellers de Vilafranca          | 30 d'agost de 2004     | Diada de Sant Fèlix                                | Plaça de la Vila, Vilafranca del Penedès        | Carregat         | 4de9fa(c), Tde8sf(c), 5de9f(c), Pde7f                            | |
| 48 | Castellers de Vilafranca          | 31 d'agost de 2004     | Diada de Sant Ramon                                | Plaça de la Vila, Vilafranca del Penedès        | Descarregat      | 4de9fa, Tde9fm, Pde8fm                                           | |
| 49 | Castellers de Vilafranca          | 3 d'octubre de 2004    | XX Concurs de castells de Tarragona                | Plaça de Braus, Tarragona                       | Descarregat      | 4de9fa, Pde8fm, Tde8sf(c), 3de10fm(i)                            | |
| 50 | Colla Vella dels Xiquets de Valls | 3 d'octubre de 2004    | XX Concurs de castells de Tarragona                | Plaça de Braus, Tarragona                       | Descarregat      | 5de9f(c), 4de9fp, 2de8sf(i), 2de8sf(i), 3de9sf(i)                | |
| 51 | Castellers de Vilafranca          | 30 d'agost de 2005     | Diada de Sant Fèlix                                | Plaça de la Vila, Vilafranca del Penedès        | Descarregat      | 4de9fa, Tde9f(c), 3de10fm(c), Pde8fm(c)                          | Millor actuació de la història dels castells fins a aquell moment.                                    |
| 52 | Castellers de Vilafranca          | 30 d'agost de 2006     | Diada de Sant Fèlix                                | Plaça de la Vila, Vilafranca del Penedès        | Descarregat      | 4de9fa, 5de9f, 3de10fm(c), Pde8fm                                | |
| 53 | Colla Vella dels Xiquets de Valls | 17 de setembre de 2006 | Diada del primer diumenge de Festes de Santa Tecla | Plaça de la Font, Tarragona                     | Intent           | 3de9f, 4de9fp(i), 5de8, 4de9f, Pde6                              | |
| 54 | Colla Vella dels Xiquets de Valls | 1 d'octubre de 2006    | XXI Concurs de Castells de Tarragona               | Plaça de Braus, Tarragona                       | Carregat         | 4de9fp(c), 5de9f(c), 4de9sf(i), 3de9f                            | |
| 55 | Castellers de Vilafranca          | 1 d'octubre de 2006    | XXI Concurs de Castells de Tarragona               | Plaça de Braus, Tarragona                       | Descarregat      | 4de9fa, 5de9f, 3de10fm(i), Tde8sf(c)                             | |
| 56 | Colla Vella dels Xiquets de Valls | 22 d'octubre de 2006   | Diada de Santa Úrsula                              | Plaça del Blat, Valls                           | Intent desmuntat | 4de9fp(id), 3de9f, 4de9fp(i), 4de8p, 2de8sf(id), 5de8, Pde7f     | |
| 57 | Colla Vella dels Xiquets de Valls | 22 d'octubre de 2006   | Diada de Santa Úrsula                              | Plaça del Blat, Valls                           | Intent           | 4de9fp(id), 3de9f, 4de9fp(i), 4de8p, 2de8sf(id), 5de8, Pde7f     | |
| 58 | Castellers de Vilafranca          | 1 de novembre de 2006  | Diada de Tots Sants                                | Plaça de la Vila, Vilafranca del Penedès        | Descarregat      | 4de9fa, 5de9f, Tde9fm, Pde8fm                                    | |
| 59 | Castellers de Vilafranca          | 30 d'agost de 2007     | Diada de Sant Fèlix                                | Plaça de la Vila, Vilafranca del Penedès        | Carregat         | 4de9fa(c), 3de10fm(id), 3de10fm(i), Tde9fm, Pde8fm               | |
| 60 | Castellers de Vilafranca          | 28 d'octubre de 2007   | Diada de la Colla Jove de Castellers de Sitges     | Plaça del Cap de la Vila, Sitges                | Descarregat      | 4de9fa, Tde9fm, 3de9f(id), 3de9f, Pde7f                          | Primer 4de9fa descarregat a Sitges.                                                                   |
| 61 | Castellers de Vilafranca          | 28 d'octubre de 2008   | Diada de les Santes                                | Plaça de Santa Anna, Mataró                     | Intent desmuntat | 4de9fa(id), 3de9f(c), 4de8a, Tde9fm(i), Tde8f, Pde7f             | Primer intent de 4de9fa a Mataró.                                                                     |
| 62 | Castellers de Vilafranca          | 30 d'agost de 2008     | Diada de Sant Fèlix                                | Plaça de la Vila, Vilafranca del Penedès        | Descarregat      | 4de9fa, Tde9fm, 3de9f, Pde8fm                                    | |
| 63 | Castellers de Vilafranca          | 5 d'octubre de 2008    | XXII Concurs de Castells de Tarragona              | Plaça de Braus, Tarragona                       | Descarregat      | 4de9fa, Pde8fm, Tde8sf(c), 4de9sf(c)                             | |
| 64 | Colla Vella dels Xiquets de Valls | 5 d'octubre de 2008    | XXII Concurs de Castells de Tarragona              | Plaça de Braus, Tarragona                       | Intent desmuntat | Pde8fm(c), 5de9f(c), 4de9fp(id), 4de9fp(id)                      | |
| 65 | Colla Vella dels Xiquets de Valls | 5 d'octubre de 2008    | XXII Concurs de Castells de Tarragona              | Plaça de Braus, Tarragona                       | Intent desmuntat | Pde8fm(c), 5de9f(c), 4de9fp(id), 4de9fp(id)                      | |
| 66 | Castellers de Vilafranca          | 30 d'agost de 2009     | Diada de Sant Fèlix                                | Plaça de la Vila, Vilafranca del Penedès        | Descarregat      | 4de9fa, 3de10fm(i), Tde9fm, 3de9fa(i), 4de9f, Pde7f(i)           | |
| 67 | Castellers de Vilafranca          | 1 de novembre de 2009  | Diada de Tots Sants                                | Plaça de la Vila, Vilafranca del Penedès        | Carregat         | 3de10fm(i), Tde9fm, 4de9fa(c), 3de9f, Pde8fm(c)                  | |
| 68 | Castellers de Vilafranca          | 30 d'agost de 2010     | Diada de Sant Fèlix                                | Plaça de la Vila, Vilafranca del Penedès        | Descarregat      | 4de9fa, 5de9f(id), 5de9f, 3de10fm(i), Tde9fm(c), Pde8fm          | |
| 69 | Castellers de Vilafranca          | 3 d'octubre de 2010    | XXIII Concurs de Castells de Tarragona             | Tarraco Arena Plaça, Tarragona                  | Descarregat      | 4de9fa, Pde8fm(c), 5de9f, Tde8sf(i)                              | |
| 70 | Castellers de Vilafranca          | 1 de novembre de 2010  | Diada de Tots Sants                                | Plaça de la Vila, Vilafranca del Penedès        | Descarregat      | 4de9fa, Tde8sf, 3de9fa, Pde8fm                                   | |

| Núm. | Colla                             | Data                   | Diada                                              | Plaça                                           | Resultat         | Actuació                                                         | Notes                                                                                                 |
| ---- | --------------------------------- | ---------------------- | -------------------------------------------------- | ----------------------------------------------- | ---------------- | ---------------------------------------------------------------- | --- |
| 23   | Castellers de Vilafranca          | 15 d'agost de 2001     | Festa Major de la Bisbal del Penedès               | Carrer del Doctor Robert, La Bisbal del Penedès | Intent desmuntat | 3de9f, Tde9fm, 4de9fa(id), 4de9fa(i), 4de9f, Pde8fm              | Primer intent de 4de9fa a la Bisbal del Penedès.                                                      |
| 24   | Castellers de Vilafranca          | 15 d'agost de 2001     | Festa Major de la Bisbal del Penedès               | Carrer del Doctor Robert, La Bisbal del Penedès | Intent           | 3de9f, Tde9fm, 4de9fa(id), 4de9fa(i), 4de9f, Pde8fm              | |
| 25   | Castellers de Vilafranca          | 30 d'agost de 2001     | Diada de Sant Fèlix                                | Plaça de la Vila, Vilafranca del Penedès        | Descarregat      | 4de9fa, 3de10fm(c), 5de9f(id), 5de9f(c), Pde8fm(i), Pde8fm       | |
| 26   | Colla Vella dels Xiquets de Valls | 21 d'octubre de 2001   | Diada de Santa Úrsula                              | Plaça del Blat, Valls                           | Intent           | 4de9sf(i), 4de9fp(c), 4de9sf(c), 2de8sf(i), 2de8sf(id)           | |
| 27   | Minyons de Terrassa               | 28 d'octubre de 2001   | Diada de Sant Narcís                               | Plaça del Vi, Girona                            | Carregat         | 5de9f, 4de9fa(c), 3de9f, Pde7f                                   | Primer 4de9fa carregat a Girona.                                                                      |
| 28   | Castellers de Vilafranca          | 30 d'agost de 2002     | Diada de Sant Fèlix                                | Plaça de la Vila, Vilafranca del Penedès        | Descarregat      | 4de9fa, 3de10fm(i), Tde9fm, 3de10fm(i), 3de9f, Pde8fm            | |
| 29   | Colla Vella dels Xiquets de Valls | 30 d'agost de 2002     | Diada de Sant Fèlix                                | Plaça de la Vila, Vilafranca del Penedès        | Intent           | 4de9fp(i), 3de9f, 4de9f, 4de9fp(i), 4de8p, Pde7f                 | |
| 30   | Minyons de Terrassa               | 30 d'agost de 2002     | Diada de Sant Fèlix                                | Plaça de la Vila, Vilafranca del Penedès        | Carregat         | 2de9fm, 4de9fa(c), 5de9f, Pde7f                                  | |
| 31   | Colla Vella dels Xiquets de Valls | 30 d'agost de 2002     | Diada de Sant Fèlix                                | Plaça de la Vila, Vilafranca del Penedès        | Intent           | 4de9fp(i), 3de9f, 4de9f, 4de9fp(i), 4de8p, Pde7f                 | |
| 32   | Minyons de Terrassa               | 22 de setembre de 2002 | Diada de la Mercè                                  | Plaça de Sant Jaume, Barcelona                  | Carregat         | 4de9fa(c), 5de9f(i), 2de8f, 3de9f, Pde5                          | Primer 4de9fa carregat a Barcelona.                                                                   |
| 33   | Colla Vella dels Xiquets de Valls | 22 de setembre de 2002 | Diada de Misericòrdia                              | Plaça del Mercadal, Reus                        | Intent           | 3de9f, 4de9fp(i), 4de8, 5de8, 2 Pde5                             | Primer intent de 4de9fp a Reus.                                                                       |
| 34   | Castellers de Vilafranca          | 6 d'octubre de 2002    | XIX Concurs de castells de Tarragona               | Plaça de Braus, Tarragona                       | Descarregat      | 4de9fa, 5de9f, 3de10fm(c), 4de9sf(i)                             | |
| 35   | Colla Vella dels Xiquets de Valls | 6 d'octubre de 2002    | XIX Concurs de castells de Tarragona               | Plaça de Braus, Tarragona                       | Carregat         | 4de9fp(c), 5de9f, 2de8sf(i), 2de9sm(i)                           | |
| 36   | Minyons de Terrassa               | 27 d'octubre de 2002   | Diada de Sant Narcís                               | Plaça del Vi, Girona                            | Carregat         | 4de9fa(c), Pde8fm(c), 3de9f(i), Pde5                             | |
| 37   | Colla Vella dels Xiquets de Valls | 27 d'octubre de 2002   | Diada de Santa Úrsula                              | Plaça del Blat, Valls                           | Intent           | 4de9fp(i), 4de9fp, 4de9sf(c), 3de9f, Pde8fm                      | |
| 38   | Colla Vella dels Xiquets de Valls | 27 d'octubre de 2002   | Diada de Santa Úrsula                              | Plaça del Blat, Valls                           | Descarregat      | 4de9fp(i), 4de9fp, 4de9sf(c), 3de9f, Pde8fm                      | Primer 4de9fp descarregat de la Colla Vella dels Xiquets de Valls. Primer 4de9fp descarregat a Valls. |
| 39   | Minyons de Terrassa               | 17 de novembre de 2002 | XXIV Diada dels Minyons de Terrassa                | Raval de Montserrat, Terrassa                   | Intent           | 3de10fm, 4de9fa(i), 4de9fa(c), 2de8f, Pde7f                      | |
| 40   | Minyons de Terrassa               | 17 de novembre de 2002 | XXIV Diada dels Minyons de Terrassa                | Raval de Montserrat, Terrassa                   | Carregat         | 3de10fm, 4de9fa(i), 4de9fa(c), 2de8f, Pde7f                      | |
| 41   | Castellers de Vilafranca          | 30 d'agost de 2003     | Diada de Sant Fèlix                                | Plaça de la Vila, Vilafranca del Penedès        | Intent           | 3de10fm(c), Tde9fm(id), Tde9fm, 4de9fa(i), 4de9fa(c), Pde8fm(i)  | |
| 42   | Castellers de Vilafranca          | 30 d'agost de 2003     | Diada de Sant Fèlix                                | Plaça de la Vila, Vilafranca del Penedès        | Carregat         | 3de10fm(c), Tde9fm(id), Tde9fm, 4de9fa(i), 4de9fa(c), Pde8fm(i)  | |
| 43   | Colla Vella dels Xiquets de Valls | 30 d'agost de 2003     | Diada de Sant Fèlix                                | Plaça de la Vila, Vilafranca del Penedès        | Intent           | 5de9f(i), 4de9f, 4de9fp(i), 4de8p, 3de9f, Pde6                   | |
| 44   | Colla Vella dels Xiquets de Valls | 5 d'octubre de 2003    | Diada del Mercadal                                 | Plaça del Mercadal, Reus                        | Intent           | 9de8, 4de9fp(i), 4de8p(c), 4de9f(c), Pde6                        | |
| 45   | Castellers de Vilafranca          | 1 de novembre de 2003  | Diada de Tots Sants                                | Plaça de la Vila, Vilafranca del Penedès        | Intent desmuntat | 4de9sf(c), 4de9fa(id), Tde9fm(id), 4de9fa(id), 3de9f(id), Pde8fm | |
| 46   | Castellers de Vilafranca          | 1 de novembre de 2003  | Diada de Tots Sants                                | Plaça de la Vila, Vilafranca del Penedès        | Intent desmuntat | 4de9sf(c), 4de9fa(id), Tde9fm(id), 4de9fa(id), 3de9f(id), Pde8fm | |
| 47   | Castellers de Vilafranca          | 30 d'agost de 2004     | Diada de Sant Fèlix                                | Plaça de la Vila, Vilafranca del Penedès        | Carregat         | 4de9fa(c), Tde8sf(c), 5de9f(c), Pde7f                            | |
| 48   | Castellers de Vilafranca          | 31 d'agost de 2004     | Diada de Sant Ramon                                | Plaça de la Vila, Vilafranca del Penedès        | Descarregat      | 4de9fa, Tde9fm, Pde8fm                                           | |
| 49   | Castellers de Vilafranca          | 3 d'octubre de 2004    | XX Concurs de castells de Tarragona                | Plaça de Braus, Tarragona                       | Descarregat      | 4de9fa, Pde8fm, Tde8sf(c), 3de10fm(i)                            | |
| 50   | Colla Vella dels Xiquets de Valls | 3 d'octubre de 2004    | XX Concurs de castells de Tarragona                | Plaça de Braus, Tarragona                       | Descarregat      | 5de9f(c), 4de9fp, 2de8sf(i), 2de8sf(i), 3de9sf(i)                | |
| 51   | Castellers de Vilafranca          | 30 d'agost de 2005     | Diada de Sant Fèlix                                | Plaça de la Vila, Vilafranca del Penedès        | Descarregat      | 4de9fa, Tde9f(c), 3de10fm(c), Pde8fm(c)                          | Millor actuació de la història dels castells fins a aquell moment.                                    |
| 52   | Castellers de Vilafranca          | 30 d'agost de 2006     | Diada de Sant Fèlix                                | Plaça de la Vila, Vilafranca del Penedès        | Descarregat      | 4de9fa, 5de9f, 3de10fm(c), Pde8fm                                | |
| 53   | Colla Vella dels Xiquets de Valls | 17 de setembre de 2006 | Diada del primer diumenge de Festes de Santa Tecla | Plaça de la Font, Tarragona                     | Intent           | 3de9f, 4de9fp(i), 5de8, 4de9f, Pde6                              | |
| 54   | Colla Vella dels Xiquets de Valls | 1 d'octubre de 2006    | XXI Concurs de Castells de Tarragona               | Plaça de Braus, Tarragona                       | Carregat         | 4de9fp(c), 5de9f(c), 4de9sf(i), 3de9f                            | |
| 55   | Castellers de Vilafranca          | 1 d'octubre de 2006    | XXI Concurs de Castells de Tarragona               | Plaça de Braus, Tarragona                       | Descarregat      | 4de9fa, 5de9f, 3de10fm(i), Tde8sf(c)                             | |
| 56   | Colla Vella dels Xiquets de Valls | 22 d'octubre de 2006   | Diada de Santa Úrsula                              | Plaça del Blat, Valls                           | Intent desmuntat | 4de9fp(id), 3de9f, 4de9fp(i), 4de8p, 2de8sf(id), 5de8, Pde7f     | |
| 57   | Colla Vella dels Xiquets de Valls | 22 d'octubre de 2006   | Diada de Santa Úrsula                              | Plaça del Blat, Valls                           | Intent           | 4de9fp(id), 3de9f, 4de9fp(i), 4de8p, 2de8sf(id), 5de8, Pde7f     | |
| 58   | Castellers de Vilafranca          | 1 de novembre de 2006  | Diada de Tots Sants                                | Plaça de la Vila, Vilafranca del Penedès        | Descarregat      | 4de9fa, 5de9f, Tde9fm, Pde8fm                                    | |
| 59   | Castellers de Vilafranca          | 30 d'agost de 2007     | Diada de Sant Fèlix                                | Plaça de la Vila, Vilafranca del Penedès        | Carregat         | 4de9fa(c), 3de10fm(id), 3de10fm(i), Tde9fm, Pde8fm               | |
| 60   | Castellers de Vilafranca          | 28 d'octubre de 2007   | Diada de la Colla Jove de Castellers de Sitges     | Plaça del Cap de la Vila, Sitges                | Descarregat      | 4de9fa, Tde9fm, 3de9f(id), 3de9f, Pde7f                          | Primer 4de9fa descarregat a Sitges.                                                                   |
| 61   | Castellers de Vilafranca          | 28 d'octubre de 2008   | Diada de les Santes                                | Plaça de Santa Anna, Mataró                     | Intent desmuntat | 4de9fa(id), 3de9f(c), 4de8a, Tde9fm(i), Tde8f, Pde7f             | Primer intent de 4de9fa a Mataró.                                                                     |
| 62   | Castellers de Vilafranca          | 30 d'agost de 2008     | Diada de Sant Fèlix                                | Plaça de la Vila, Vilafranca del Penedès        | Descarregat      | 4de9fa, Tde9fm, 3de9f, Pde8fm                                    | |
| 63   | Castellers de Vilafranca          | 5 d'octubre de 2008    | XXII Concurs de Castells de Tarragona              | Plaça de Braus, Tarragona                       | Descarregat      | 4de9fa, Pde8fm, Tde8sf(c), 4de9sf(c)                             | |
| 64   | Colla Vella dels Xiquets de Valls | 5 d'octubre de 2008    | XXII Concurs de Castells de Tarragona              | Plaça de Braus, Tarragona                       | Intent desmuntat | Pde8fm(c), 5de9f(c), 4de9fp(id), 4de9fp(id)                      | |
| 65   | Colla Vella dels Xiquets de Valls | 5 d'octubre de 2008    | XXII Concurs de Castells de Tarragona              | Plaça de Braus, Tarragona                       | Intent desmuntat | Pde8fm(c), 5de9f(c), 4de9fp(id), 4de9fp(id)                      | |
| 66   | Castellers de Vilafranca          | 30 d'agost de 2009     | Diada de Sant Fèlix                                | Plaça de la Vila, Vilafranca del Penedès        | Descarregat      | 4de9fa, 3de10fm(i), Tde9fm, 3de9fa(i), 4de9f, Pde7f(i)           | |
| 67   | Castellers de Vilafranca          | 1 de novembre de 2009  | Diada de Tots Sants                                | Plaça de la Vila, Vilafranca del Penedès        | Carregat         | 3de10fm(i), Tde9fm, 4de9fa(c), 3de9f, Pde8fm(c)                  | |
| 68   | Castellers de Vilafranca          | 30 d'agost de 2010     | Diada de Sant Fèlix                                | Plaça de la Vila, Vilafranca del Penedès        | Descarregat      | 4de9fa, 5de9f(id), 5de9f, 3de10fm(i), Tde9fm(c), Pde8fm          | |
| 69   | Castellers de Vilafranca          | 3 d'octubre de 2010    | XXIII Concurs de Castells de Tarragona             | Tarraco Arena Plaça, Tarragona                  | Descarregat      | 4de9fa, Pde8fm(c), 5de9f, Tde8sf(i)                              | |
| 70   | Castellers de Vilafranca          | 1 de novembre de 2010  | Diada de Tots Sants                                | Plaça de la Vila, Vilafranca del Penedès        | Descarregat      | 4de9fa, Tde8sf, 3de9fa, Pde8fm                                   | |

| \| Núm. \| Colla \| Data \| Diada \| Plaça \| Resultat \| Actuació \| Notes \| \| ---- \| --------------------------------- \| ---------------------- \| -------------------------------------------------- \| ----------------------------------------------- \| ---------------- \| ---------------------------------------------------- \| ------------------------------------------------------------------ \| \| 71 \| Castellers de Vilafranca \| 30 d'agost de 2011 \| Diada de Sant Fèlix \| Plaça de la Vila, Vilafranca del Penedès \| Descarregat \| 4de9fa, Tde9f(i), Tde9fm, 3de10fm(i), 3de9f, Pde8fm \| \| \| 72 \| Castellers de Vilafranca \| 31 d'agost de 2011 \| Diada de Sant Ramon \| Plaça de la Vila, Vilafranca del Penedès \| Intent desmuntat \| 3de9f, Tde8sf, 4de9fa(id), 4de9fa, Pde8fm \| \| \| 73 \| Castellers de Vilafranca \| 31 d'agost de 2011 \| Diada de Sant Ramon \| Plaça de la Vila, Vilafranca del Penedès \| Descarregat \| 3de9f, Tde8sf, 4de9fa(id), 4de9fa, Pde8fm \| \| \| 74 \| Castellers de Vilafranca \| 30 d'agost de 2012 \| Diada de Sant Fèlix \| Plaça de la Vila, Vilafranca del Penedès \| Descarregat \| 4de9fa, 3de9fa, Tde8sf, Pde8fm \| \| \| 75 \| Castellers de Vilafranca \| 7 d'octubre de 2012 \| XXIV Concurs de Castells de Tarragona \| Tarraco Arena Plaça, Tarragona \| Carregat \| 4de9fa(c), 3de9fa(c), Tde8sf, 4de9sf \| \| \| 76 \| Colla Vella dels Xiquets de Valls \| 7 d'octubre de 2012 \| XXIV Concurs de Castells de Tarragona \| Tarraco Arena Plaça, Tarragona \| Intent \| 9de8, 5de9f, 4de9fp(i), 3de9f \| \| \| 77 \| Castellers de Vilafranca \| 30 d'agost de 2013 \| Diada de Sant Fèlix \| Plaça de la Vila, Vilafranca del Penedès \| Descarregat \| 4de9fa, 3de10fm, 4de9sf, Pde8fm \| Millor actuació de la història dels castells fins a aquell moment. \| \| 78 \| Castellers de Vilafranca \| 30 d'agost de 2014 \| Diada de Sant Fèlix \| Plaça de la Vila, Vilafranca del Penedès \| Descarregat \| 4de9fa, 3de10fm(c), 4de9f, Pde8fm \| \| \| 79 \| Castellers de Vilafranca \| 14 de setembre de 2014 \| Diada del primer diumenge de Festes de Santa Tecla \| Plaça de la Font, Tarragona \| Descarregat \| 9de8, 4de9fa, 3de9fa, Pde8fm \| \| \| 80 \| Colla Vella dels Xiquets de Valls \| 14 de setembre de 2014 \| Diada del primer diumenge de Festes de Santa Tecla \| Plaça de la Font, Tarragona \| Carregat \| 3de9f, 4de9fp, 9de8, Pde8fm(c) \| \| \| 81 \| Colla Vella dels Xiquets de Valls \| 5 d'octubre de 2014 \| XXV Concurs de Castells de Tarragona \| Tarraco Arena Plaça, Tarragona \| Descarregat \| 4de9fp, 3de10fm(c), 2de8sf(c), 4de9sf(id) \| \| \| 82 \| Castellers de Vilafranca \| 5 d'octubre de 2014 \| XXV Concurs de Castells de Tarragona \| Tarraco Arena Plaça, Tarragona \| Descarregat \| 4de9fa, 3de9fa, Tde8sf(c), 3de10fm(c) \| \| \| 83 \| Colla Vella dels Xiquets de Valls \| 26 d'octubre de 2014 \| Diada de Santa Úrsula \| Plaça del Blat, Valls \| Descarregat \| 4de9fp, 3de10fm(i), 3de10fm(i), 4de9sf(c), Pde8fm \| \| \| 84 \| Colla Vella dels Xiquets de Valls \| 5 d'agost de 2015 \| Diada de Firagost \| Plaça del Blat, Valls \| Descarregat \| 3de9f, 2de9fm, 4de9fp, Pde8fm \| \| \| 85 \| Colla Vella dels Xiquets de Valls \| 22 d'agost de 2015 \| Festa Major del Catllar \| Plaça de la Vila, El Catllar \| Descarregat \| 4de9fp, 2de9fm, 3de9f, Pde8fm \| Primer 4de9fp descarregat al Catllar. \| \| 86 \| Colla Vella dels Xiquets de Valls \| 23 d'agost de 2015 \| Festa Major de l'Arboç \| Plaça de la Vila, L'Arboç \| Descarregat \| 3de9f, 4de9fp, 4de9f, Pde7f \| Primer 4de9fp descarregat a l’Arboç. \| \| 87 \| Colla Vella dels Xiquets de Valls \| 30 d'agost de 2015 \| Diada de Sant Fèlix \| Plaça de la Vila, Vilafranca del Penedès \| Descarregat \| 4de9fp, 3de10fm(i), 4de9sf, 2de8sf(c), Pde8fm \| \| \| 88 \| Colla Vella dels Xiquets de Valls \| 20 de setembre de 2015 \| Diada del primer diumenge de Festes de Santa Tecla \| Plaça de la Font, Tarragona \| Carregat \| 4de9fp(c), 4de9sf(id), 4de9sf, 3de10fm(c), Pde8fm(c) \| \| \| 89 \| Colla Vella dels Xiquets de Valls \| 3 d'octubre de 2015 \| Diada del Mercadal \| Plaça del Mercadal, Reus \| Intent desmuntat \| 3de9f, 2de9fm, 4de9fp(id), 4de9fp, Pde6 \| \| \| 90 \| Colla Vella dels Xiquets de Valls \| 3 d'octubre de 2015 \| Diada del Mercadal \| Plaça del Mercadal, Reus \| Descarregat \| 3de9f, 2de9fm, 4de9fp(id), 4de9fp, Pde6 \| Primer 4de9fp descarregat a Reus. \| \| 91 \| Colla Vella dels Xiquets de Valls \| 11 d'octubre de 2015 \| Diada de la Nova Atenes \| Parc de Sant Jordi, Terrassa \| Descarregat \| 3de9f, 4de9fp, 2de8f, Pde7f \| Primer 4de9fp descarregat a Terrassa. \| \| 92 \| Castellers de Vilafranca \| 18 d'octubre de 2015 \| Diada dels Castellers de Sants \| Plaça de Bonet i Muixí, Barcelona \| Intent \| 3de9f, 4de9fa, 4de9f, Tde8f, Pde5 \| \| \| 93 \| Colla Vella dels Xiquets de Valls \| 24 de juny de 2016 \| Diada de Sant Joan \| Plaça del Blat, Valls \| Descarregat \| 4de9fp, 2de9fm(c), 5de9f, Pde7f(c) \| \| \| 94 \| Colla Vella dels Xiquets de Valls \| 3 d'agost de 2016 \| Diada de Firagost \| Plaça del Blat, Valls \| Descarregat \| 4de9fp, 3de10fm, 5de9f, Pde8fm \| \| \| 95 \| Colla Vella dels Xiquets de Valls \| 15 d'agost de 2016 \| Festa Major de la Bisbal del Penedès \| Carrer del Doctor Robert, La Bisbal del Penedès \| Descarregat \| 3de9f, 4de9fp, 5de9f(c), 2 Pde5 \| \| \| 96 \| Colla Vella dels Xiquets de Valls \| 27 d'agost de 2016 \| Festa Major del Catllar \| Plaça de la Vila, El Catllar \| Descarregat \| 4de9fp, 5de9f, 3de9f, Pde8fm \| \| \| 97 \| Colla Vella dels Xiquets de Valls \| 28 d'agost de 2016 \| Festa Major de l'Arboç \| Plaça de la Vila, L'Arboç \| Descarregat \| 3de9f, 4de9fp, 4de9f, 2 Pde5 \| \| \| 98 \| Colla Vella dels Xiquets de Valls \| 30 d'agost de 2016 \| Diada de Sant Fèlix \| Plaça de la Vila, Vilafranca del Penedès \| Descarregat \| 3de10fm, 4de9sf, 4de9fp, Pde8fm(c) \| \| \| 99 \| Colla Vella dels Xiquets de Valls \| 18 de setembre de 2016 \| Diada del primer diumenge de Festes de Santa Tecla \| Plaça de la Font, Tarragona \| Carregat \| 3de10fm(c), 4de9fp(c), 4de10fm(c), Pde6 \| \| \| 100 \| Castellers de Vilafranca \| 23 de juliol de 2017 \| Diada de les Santes \| Plaça de Santa Anna, Mataró \| Descarregat \| 4de9fa, Tde9fm, 3de8ps(i), 3de8ps, Pde7f(c) \| Primer 4de9fa descarregat a Mataró. \| \| 101 \| Castellers de Vilafranca \| 29 de juliol de 2017 \| Diada de les Neus \| Plaça de la Vila, Vilanova i la Geltrú \| Descarregat \| Tde9fm, 3de10fm(c), 4de9fa, Pde8fm(id) \| Primer 4de9fa descarregat a Vilanova i la Geltrú. \| \| 102 \| Colla Vella dels Xiquets de Valls \| 15 d'agost de 2017 \| Festa Major de la Bisbal del Penedès \| Carrer del Doctor Robert, La Bisbal del Penedès \| Intent \| 5de9f, 4de9fp(i), 3de9f, 4de9fp(i), 4de8p, Pde7f \| \| \| 103 \| Castellers de Vilafranca \| 15 d'agost de 2017 \| Festa Major de la Bisbal del Penedès \| Carrer del Doctor Robert, La Bisbal del Penedès \| Carregat \| 3de9fa(i), 4de9f, Tde9fm, 4de9fa(c), Pde6 \| \| \| 104 \| Colla Vella dels Xiquets de Valls \| 15 d'agost de 2017 \| Festa Major de la Bisbal del Penedès \| Carrer del Doctor Robert, La Bisbal del Penedès \| Intent \| 5de9f, 4de9fp(i), 3de9f, 4de9fp(i), 4de8p, Pde7f \| \| \| 105 \| Colla Vella dels Xiquets de Valls \| 26 d'agost de 2017 \| Festa Major del Catllar \| Plaça de la Vila, El Catllar \| Descarregat \| 3de9f, 4de9fp, 5de9f, Pde7f \| \| \| 106 \| Colla Vella dels Xiquets de Valls \| 27 d'agost de 2017 \| Festa Major de l'Arboç \| Plaça de la Vila, L'Arboç \| Descarregat \| 4de9fp, 5de9f, 3de9f, Pde7f \| \| \| 107 \| Castellers de Vilafranca \| 27 d'agost de 2017 \| Festa Major de l'Arboç \| Plaça de la Vila, L'Arboç \| Intent \| Tde9fm, 3de10fm, 4de9fa(i), 4de9f, Pde7f \| \| \| 108 \| Colla Vella dels Xiquets de Valls \| 30 d'agost de 2017 \| Diada de Sant Fèlix \| Plaça de la Vila, Vilafranca del Penedès \| Descarregat \| 4de9fp, 4de9sf, 3de10fm(id), 5de9f, Pde8fm \| \| \| 109 \| Colla Vella dels Xiquets de Valls \| 17 de setembre de 2017 \| Diada del primer diumenge de Festes de Santa Tecla \| Plaça de la Font, Tarragona \| Descarregat \| 4de9fp, 4de9sf(c), 5de9f, Pde6 \| \| \| 110 \| Colla Vella dels Xiquets de Valls \| 24 de juny de 2018 \| Diada de Sant Joan \| Plaça del Blat, Valls \| Descarregat \| 5de9f, 4de9fp, 3de9f i 4de9f simultanis, Pde7f \| \| \| 111 \| Colla Vella dels Xiquets de Valls \| 1 d'agost de 2018 \| Diada de Firagost \| Plaça del Blat, Valls \| Descarregat \| 5de9f, 3de10fm(c),4de9fp, Pde7f \| \| \| 112 \| Colla Vella dels Xiquets de Valls \| 15 d'agost de 2018 \| Festa Major de la Bisbal del Penedès \| Carrer del Doctor Robert, La Bisbal del Penedès \| Carregat \| 5de9f, 4de9fp(c), 9de8, Pde7f \| \| \| 113 \| Colla Vella dels Xiquets de Valls \| 25 d'agost de 2018 \| Festa Major del Catllar \| Plaça de la Vila, El Catllar \| Descarregat \| 4de9fp, 4de9sf, 5de9f(c), 2 Pde5 \| \| \| 114 \| Colla Jove Xiquets de Tarragona \| 25 d'agost de 2018 \| Festa Major del Catllar \| Plaça de la Vila, El Catllar \| Descarregat \| 5de9f, 4de9fa, 9de8, Pde8fm \| Primer 4de9fa descarregat de la Colla Jove Xiquets de Tarragona. \| \| 115 \| Colla Vella dels Xiquets de Valls \| 26 d'agost de 2018 \| Festa Major de l'Arboç \| Plaça de la Vila, L'Arboç \| Descarregat \| 4de9fp, 4de9f, 9de8, Pde7f \| \| \| 116 \| Colla Vella dels Xiquets de Valls \| 30 d'agost de 2018 \| Diada de Sant Fèlix \| Plaça de la Vila, Vilafranca del Penedès \| Descarregat \| 4de9sf, 2de8sf(c), 4de10fm(id), 4de9fp, Pde8fm \| \| \| 117 \| Colla Vella dels Xiquets de Valls \| 10 de setembre de 2018 \| Diada Nacional de Catalunya \| Plaça del Blat, Valls \| Descarregat \| 2de8sf, 4de9fp, 9de8(c), Pde7f \| \| \| 118 \| Colla Jove Xiquets de Tarragona \| 16 de setembre de 2018 \| Diada del primer diumenge de Festes de Santa Tecla \| Plaça de la Font, Tarragona \| Descarregat \| 5de9f(c), 4de9fa, 3de9f, Pde8fm \| \| \| 119 \| Colla Jove Xiquets de Tarragona \| 23 de setembre de 2018 \| Diada de Santa Tecla \| Plaça de la Font, Tarragona \| Intent desmuntat \| 3de10fm(c), 4de9fa(id), 9de8, 4de9f(id), Pde8fm(c) \| \| \| 120 \| Colla Vella dels Xiquets de Valls \| 7 d'agost de 2019 \| Diada de Firagost \| Plaça del Blat, Valls \| Descarregat \| 5de9f, 4de9fp, 2de9fm, Pde7f \| \| \| 121 \| Colla Vella dels Xiquets de Valls \| 24 d'agost de 2019 \| Festa Major del Catllar \| Plaça de la Vila, El Catllar \| Descarregat \| 4de9fp, 2de8sf, 3de9f, Pde8fm \| \| \| 122 \| Colla Vella dels Xiquets de Valls \| 25 d'agost de 2019 \| Festa Major de l'Arboç \| Plaça de la Vila, L'Arboç \| Descarregat \| 4de9fp, 2de8sf, 3de9f, Pde7f \| \| \| 123 \| Colla Jove Xiquets de Tarragona \| 30 d'agost de 2019 \| Diada de Sant Fèlix \| Plaça de la Vila, Vilafranca del Penedès \| Intent \| 4de9fa(i), 9de8, 3de10fm(id), 3de9f, 4de9f, Pde8fm \| \| \| 124 \| Colla Jove Xiquets de Tarragona \| 15 de setembre de 2019 \| Diada del primer diumenge de Festes de Santa Tecla \| Plaça de la Font, Tarragona \| Carregat \| 9de8, 5de9f(c), 4de9fa(c), Pde7f \| \| \| 125 \| Colla Jove Xiquets de Tarragona \| 23 de setembre de 2019 \| Diada de Santa Tecla \| Plaça de la Font, Tarragona \| Intent \| 9de8, 4de9fa(i), 3de9f(c), 4de8, Pde7f \| \| |                                   |                        |                                                    |                                                 |                  |                                                      |                                                                    |
| Núm. | Colla                             | Data                   | Diada                                              | Plaça                                           | Resultat         | Actuació                                             | Notes                                                              |
| 71 | Castellers de Vilafranca          | 30 d'agost de 2011     | Diada de Sant Fèlix                                | Plaça de la Vila, Vilafranca del Penedès        | Descarregat      | 4de9fa, Tde9f(i), Tde9fm, 3de10fm(i), 3de9f, Pde8fm  |                                                                    |
| 72 | Castellers de Vilafranca          | 31 d'agost de 2011     | Diada de Sant Ramon                                | Plaça de la Vila, Vilafranca del Penedès        | Intent desmuntat | 3de9f, Tde8sf, 4de9fa(id), 4de9fa, Pde8fm            |                                                                    |
| 73 | Castellers de Vilafranca          | 31 d'agost de 2011     | Diada de Sant Ramon                                | Plaça de la Vila, Vilafranca del Penedès        | Descarregat      | 3de9f, Tde8sf, 4de9fa(id), 4de9fa, Pde8fm            |                                                                    |
| 74 | Castellers de Vilafranca          | 30 d'agost de 2012     | Diada de Sant Fèlix                                | Plaça de la Vila, Vilafranca del Penedès        | Descarregat      | 4de9fa, 3de9fa, Tde8sf, Pde8fm                       |                                                                    |
| 75 | Castellers de Vilafranca          | 7 d'octubre de 2012    | XXIV Concurs de Castells de Tarragona              | Tarraco Arena Plaça, Tarragona                  | Carregat         | 4de9fa(c), 3de9fa(c), Tde8sf, 4de9sf                 |                                                                    |
| 76 | Colla Vella dels Xiquets de Valls | 7 d'octubre de 2012    | XXIV Concurs de Castells de Tarragona              | Tarraco Arena Plaça, Tarragona                  | Intent           | 9de8, 5de9f, 4de9fp(i), 3de9f                        |                                                                    |
| 77 | Castellers de Vilafranca          | 30 d'agost de 2013     | Diada de Sant Fèlix                                | Plaça de la Vila, Vilafranca del Penedès        | Descarregat      | 4de9fa, 3de10fm, 4de9sf, Pde8fm                      | Millor actuació de la història dels castells fins a aquell moment. |
| 78 | Castellers de Vilafranca          | 30 d'agost de 2014     | Diada de Sant Fèlix                                | Plaça de la Vila, Vilafranca del Penedès        | Descarregat      | 4de9fa, 3de10fm(c), 4de9f, Pde8fm                    |                                                                    |
| 79 | Castellers de Vilafranca          | 14 de setembre de 2014 | Diada del primer diumenge de Festes de Santa Tecla | Plaça de la Font, Tarragona                     | Descarregat      | 9de8, 4de9fa, 3de9fa, Pde8fm                         |                                                                    |
| 80 | Colla Vella dels Xiquets de Valls | 14 de setembre de 2014 | Diada del primer diumenge de Festes de Santa Tecla | Plaça de la Font, Tarragona                     | Carregat         | 3de9f, 4de9fp, 9de8, Pde8fm(c)                       |                                                                    |
| 81 | Colla Vella dels Xiquets de Valls | 5 d'octubre de 2014    | XXV Concurs de Castells de Tarragona               | Tarraco Arena Plaça, Tarragona                  | Descarregat      | 4de9fp, 3de10fm(c), 2de8sf(c), 4de9sf(id)            |                                                                    |
| 82 | Castellers de Vilafranca          | 5 d'octubre de 2014    | XXV Concurs de Castells de Tarragona               | Tarraco Arena Plaça, Tarragona                  | Descarregat      | 4de9fa, 3de9fa, Tde8sf(c), 3de10fm(c)                |                                                                    |
| 83 | Colla Vella dels Xiquets de Valls | 26 d'octubre de 2014   | Diada de Santa Úrsula                              | Plaça del Blat, Valls                           | Descarregat      | 4de9fp, 3de10fm(i), 3de10fm(i), 4de9sf(c), Pde8fm    |                                                                    |
| 84 | Colla Vella dels Xiquets de Valls | 5 d'agost de 2015      | Diada de Firagost                                  | Plaça del Blat, Valls                           | Descarregat      | 3de9f, 2de9fm, 4de9fp, Pde8fm                        |                                                                    |
| 85 | Colla Vella dels Xiquets de Valls | 22 d'agost de 2015     | Festa Major del Catllar                            | Plaça de la Vila, El Catllar                    | Descarregat      | 4de9fp, 2de9fm, 3de9f, Pde8fm                        | Primer 4de9fp descarregat al Catllar.                              |
| 86 | Colla Vella dels Xiquets de Valls | 23 d'agost de 2015     | Festa Major de l'Arboç                             | Plaça de la Vila, L'Arboç                       | Descarregat      | 3de9f, 4de9fp, 4de9f, Pde7f                          | Primer 4de9fp descarregat a l’Arboç.                               |
| 87 | Colla Vella dels Xiquets de Valls | 30 d'agost de 2015     | Diada de Sant Fèlix                                | Plaça de la Vila, Vilafranca del Penedès        | Descarregat      | 4de9fp, 3de10fm(i), 4de9sf, 2de8sf(c), Pde8fm        |                                                                    |
| 88 | Colla Vella dels Xiquets de Valls | 20 de setembre de 2015 | Diada del primer diumenge de Festes de Santa Tecla | Plaça de la Font, Tarragona                     | Carregat         | 4de9fp(c), 4de9sf(id), 4de9sf, 3de10fm(c), Pde8fm(c) |                                                                    |
| 89 | Colla Vella dels Xiquets de Valls | 3 d'octubre de 2015    | Diada del Mercadal                                 | Plaça del Mercadal, Reus                        | Intent desmuntat | 3de9f, 2de9fm, 4de9fp(id), 4de9fp, Pde6              |                                                                    |
| 90 | Colla Vella dels Xiquets de Valls | 3 d'octubre de 2015    | Diada del Mercadal                                 | Plaça del Mercadal, Reus                        | Descarregat      | 3de9f, 2de9fm, 4de9fp(id), 4de9fp, Pde6              | Primer 4de9fp descarregat a Reus.                                  |
| 91 | Colla Vella dels Xiquets de Valls | 11 d'octubre de 2015   | Diada de la Nova Atenes                            | Parc de Sant Jordi, Terrassa                    | Descarregat      | 3de9f, 4de9fp, 2de8f, Pde7f                          | Primer 4de9fp descarregat a Terrassa.                              |
| 92 | Castellers de Vilafranca          | 18 d'octubre de 2015   | Diada dels Castellers de Sants                     | Plaça de Bonet i Muixí, Barcelona               | Intent           | 3de9f, 4de9fa, 4de9f, Tde8f, Pde5                    |                                                                    |
| 93 | Colla Vella dels Xiquets de Valls | 24 de juny de 2016     | Diada de Sant Joan                                 | Plaça del Blat, Valls                           | Descarregat      | 4de9fp, 2de9fm(c), 5de9f, Pde7f(c)                   |                                                                    |
| 94 | Colla Vella dels Xiquets de Valls | 3 d'agost de 2016      | Diada de Firagost                                  | Plaça del Blat, Valls                           | Descarregat      | 4de9fp, 3de10fm, 5de9f, Pde8fm                       |                                                                    |
| 95 | Colla Vella dels Xiquets de Valls | 15 d'agost de 2016     | Festa Major de la Bisbal del Penedès               | Carrer del Doctor Robert, La Bisbal del Penedès | Descarregat      | 3de9f, 4de9fp, 5de9f(c), 2 Pde5                      |                                                                    |
| 96 | Colla Vella dels Xiquets de Valls | 27 d'agost de 2016     | Festa Major del Catllar                            | Plaça de la Vila, El Catllar                    | Descarregat      | 4de9fp, 5de9f, 3de9f, Pde8fm                         |                                                                    |
| 97 | Colla Vella dels Xiquets de Valls | 28 d'agost de 2016     | Festa Major de l'Arboç                             | Plaça de la Vila, L'Arboç                       | Descarregat      | 3de9f, 4de9fp, 4de9f, 2 Pde5                         |                                                                    |
| 98 | Colla Vella dels Xiquets de Valls | 30 d'agost de 2016     | Diada de Sant Fèlix                                | Plaça de la Vila, Vilafranca del Penedès        | Descarregat      | 3de10fm, 4de9sf, 4de9fp, Pde8fm(c)                   |                                                                    |
| 99 | Colla Vella dels Xiquets de Valls | 18 de setembre de 2016 | Diada del primer diumenge de Festes de Santa Tecla | Plaça de la Font, Tarragona                     | Carregat         | 3de10fm(c), 4de9fp(c), 4de10fm(c), Pde6              |                                                                    |
| 100 | Castellers de Vilafranca          | 23 de juliol de 2017   | Diada de les Santes                                | Plaça de Santa Anna, Mataró                     | Descarregat      | 4de9fa, Tde9fm, 3de8ps(i), 3de8ps, Pde7f(c)          | Primer 4de9fa descarregat a Mataró.                                |
| 101 | Castellers de Vilafranca          | 29 de juliol de 2017   | Diada de les Neus                                  | Plaça de la Vila, Vilanova i la Geltrú          | Descarregat      | Tde9fm, 3de10fm(c), 4de9fa, Pde8fm(id)               | Primer 4de9fa descarregat a Vilanova i la Geltrú.                  |
| 102 | Colla Vella dels Xiquets de Valls | 15 d'agost de 2017     | Festa Major de la Bisbal del Penedès               | Carrer del Doctor Robert, La Bisbal del Penedès | Intent           | 5de9f, 4de9fp(i), 3de9f, 4de9fp(i), 4de8p, Pde7f     |                                                                    |
| 103 | Castellers de Vilafranca          | 15 d'agost de 2017     | Festa Major de la Bisbal del Penedès               | Carrer del Doctor Robert, La Bisbal del Penedès | Carregat         | 3de9fa(i), 4de9f, Tde9fm, 4de9fa(c), Pde6            |                                                                    |
| 104 | Colla Vella dels Xiquets de Valls | 15 d'agost de 2017     | Festa Major de la Bisbal del Penedès               | Carrer del Doctor Robert, La Bisbal del Penedès | Intent           | 5de9f, 4de9fp(i), 3de9f, 4de9fp(i), 4de8p, Pde7f     |                                                                    |
| 105 | Colla Vella dels Xiquets de Valls | 26 d'agost de 2017     | Festa Major del Catllar                            | Plaça de la Vila, El Catllar                    | Descarregat      | 3de9f, 4de9fp, 5de9f, Pde7f                          |                                                                    |
| 106 | Colla Vella dels Xiquets de Valls | 27 d'agost de 2017     | Festa Major de l'Arboç                             | Plaça de la Vila, L'Arboç                       | Descarregat      | 4de9fp, 5de9f, 3de9f, Pde7f                          |                                                                    |
| 107 | Castellers de Vilafranca          | 27 d'agost de 2017     | Festa Major de l'Arboç                             | Plaça de la Vila, L'Arboç                       | Intent           | Tde9fm, 3de10fm, 4de9fa(i), 4de9f, Pde7f             |                                                                    |
| 108 | Colla Vella dels Xiquets de Valls | 30 d'agost de 2017     | Diada de Sant Fèlix                                | Plaça de la Vila, Vilafranca del Penedès        | Descarregat      | 4de9fp, 4de9sf, 3de10fm(id), 5de9f, Pde8fm           |                                                                    |
| 109 | Colla Vella dels Xiquets de Valls | 17 de setembre de 2017 | Diada del primer diumenge de Festes de Santa Tecla | Plaça de la Font, Tarragona                     | Descarregat      | 4de9fp, 4de9sf(c), 5de9f, Pde6                       |                                                                    |
| 110 | Colla Vella dels Xiquets de Valls | 24 de juny de 2018     | Diada de Sant Joan                                 | Plaça del Blat, Valls                           | Descarregat      | 5de9f, 4de9fp, 3de9f i 4de9f simultanis, Pde7f       |                                                                    |
| 111 | Colla Vella dels Xiquets de Valls | 1 d'agost de 2018      | Diada de Firagost                                  | Plaça del Blat, Valls                           | Descarregat      | 5de9f, 3de10fm(c),4de9fp, Pde7f                      |                                                                    |
| 112 | Colla Vella dels Xiquets de Valls | 15 d'agost de 2018     | Festa Major de la Bisbal del Penedès               | Carrer del Doctor Robert, La Bisbal del Penedès | Carregat         | 5de9f, 4de9fp(c), 9de8, Pde7f                        |                                                                    |
| 113 | Colla Vella dels Xiquets de Valls | 25 d'agost de 2018     | Festa Major del Catllar                            | Plaça de la Vila, El Catllar                    | Descarregat      | 4de9fp, 4de9sf, 5de9f(c), 2 Pde5                     |                                                                    |
| 114 | Colla Jove Xiquets de Tarragona   | 25 d'agost de 2018     | Festa Major del Catllar                            | Plaça de la Vila, El Catllar                    | Descarregat      | 5de9f, 4de9fa, 9de8, Pde8fm                          | Primer 4de9fa descarregat de la Colla Jove Xiquets de Tarragona.   |
| 115 | Colla Vella dels Xiquets de Valls | 26 d'agost de 2018     | Festa Major de l'Arboç                             | Plaça de la Vila, L'Arboç                       | Descarregat      | 4de9fp, 4de9f, 9de8, Pde7f                           |                                                                    |
| 116 | Colla Vella dels Xiquets de Valls | 30 d'agost de 2018     | Diada de Sant Fèlix                                | Plaça de la Vila, Vilafranca del Penedès        | Descarregat      | 4de9sf, 2de8sf(c), 4de10fm(id), 4de9fp, Pde8fm       |                                                                    |
| 117 | Colla Vella dels Xiquets de Valls | 10 de setembre de 2018 | Diada Nacional de Catalunya                        | Plaça del Blat, Valls                           | Descarregat      | 2de8sf, 4de9fp, 9de8(c), Pde7f                       |                                                                    |
| 118 | Colla Jove Xiquets de Tarragona   | 16 de setembre de 2018 | Diada del primer diumenge de Festes de Santa Tecla | Plaça de la Font, Tarragona                     | Descarregat      | 5de9f(c), 4de9fa, 3de9f, Pde8fm                      |                                                                    |
| 119 | Colla Jove Xiquets de Tarragona   | 23 de setembre de 2018 | Diada de Santa Tecla                               | Plaça de la Font, Tarragona                     | Intent desmuntat | 3de10fm(c), 4de9fa(id), 9de8, 4de9f(id), Pde8fm(c)   |                                                                    |
| 120 | Colla Vella dels Xiquets de Valls | 7 d'agost de 2019      | Diada de Firagost                                  | Plaça del Blat, Valls                           | Descarregat      | 5de9f, 4de9fp, 2de9fm, Pde7f                         |                                                                    |
| 121 | Colla Vella dels Xiquets de Valls | 24 d'agost de 2019     | Festa Major del Catllar                            | Plaça de la Vila, El Catllar                    | Descarregat      | 4de9fp, 2de8sf, 3de9f, Pde8fm                        |                                                                    |
| 122 | Colla Vella dels Xiquets de Valls | 25 d'agost de 2019     | Festa Major de l'Arboç                             | Plaça de la Vila, L'Arboç                       | Descarregat      | 4de9fp, 2de8sf, 3de9f, Pde7f                         |                                                                    |
| 123 | Colla Jove Xiquets de Tarragona   | 30 d'agost de 2019     | Diada de Sant Fèlix                                | Plaça de la Vila, Vilafranca del Penedès        | Intent           | 4de9fa(i), 9de8, 3de10fm(id), 3de9f, 4de9f, Pde8fm   |                                                                    |
| 124 | Colla Jove Xiquets de Tarragona   | 15 de setembre de 2019 | Diada del primer diumenge de Festes de Santa Tecla | Plaça de la Font, Tarragona                     | Carregat         | 9de8, 5de9f(c), 4de9fa(c), Pde7f                     |                                                                    |
| 125 | Colla Jove Xiquets de Tarragona   | 23 de setembre de 2019 | Diada de Santa Tecla                               | Plaça de la Font, Tarragona                     | Intent           | 9de8, 4de9fa(i), 3de9f(c), 4de8, Pde7f               |                                                                    |

| Núm. | Colla                             | Data                   | Diada                                              | Plaça                                           | Resultat         | Actuació                                             | Notes                                                              |
| ---- | --------------------------------- | ---------------------- | -------------------------------------------------- | ----------------------------------------------- | ---------------- | ---------------------------------------------------- | ------------------------------------------------------------------ |
| 71   | Castellers de Vilafranca          | 30 d'agost de 2011     | Diada de Sant Fèlix                                | Plaça de la Vila, Vilafranca del Penedès        | Descarregat      | 4de9fa, Tde9f(i), Tde9fm, 3de10fm(i), 3de9f, Pde8fm  |                                                                    |
| 72   | Castellers de Vilafranca          | 31 d'agost de 2011     | Diada de Sant Ramon                                | Plaça de la Vila, Vilafranca del Penedès        | Intent desmuntat | 3de9f, Tde8sf, 4de9fa(id), 4de9fa, Pde8fm            |                                                                    |
| 73   | Castellers de Vilafranca          | 31 d'agost de 2011     | Diada de Sant Ramon                                | Plaça de la Vila, Vilafranca del Penedès        | Descarregat      | 3de9f, Tde8sf, 4de9fa(id), 4de9fa, Pde8fm            |                                                                    |
| 74   | Castellers de Vilafranca          | 30 d'agost de 2012     | Diada de Sant Fèlix                                | Plaça de la Vila, Vilafranca del Penedès        | Descarregat      | 4de9fa, 3de9fa, Tde8sf, Pde8fm                       |                                                                    |
| 75   | Castellers de Vilafranca          | 7 d'octubre de 2012    | XXIV Concurs de Castells de Tarragona              | Tarraco Arena Plaça, Tarragona                  | Carregat         | 4de9fa(c), 3de9fa(c), Tde8sf, 4de9sf                 |                                                                    |
| 76   | Colla Vella dels Xiquets de Valls | 7 d'octubre de 2012    | XXIV Concurs de Castells de Tarragona              | Tarraco Arena Plaça, Tarragona                  | Intent           | 9de8, 5de9f, 4de9fp(i), 3de9f                        |                                                                    |
| 77   | Castellers de Vilafranca          | 30 d'agost de 2013     | Diada de Sant Fèlix                                | Plaça de la Vila, Vilafranca del Penedès        | Descarregat      | 4de9fa, 3de10fm, 4de9sf, Pde8fm                      | Millor actuació de la història dels castells fins a aquell moment. |
| 78   | Castellers de Vilafranca          | 30 d'agost de 2014     | Diada de Sant Fèlix                                | Plaça de la Vila, Vilafranca del Penedès        | Descarregat      | 4de9fa, 3de10fm(c), 4de9f, Pde8fm                    |                                                                    |
| 79   | Castellers de Vilafranca          | 14 de setembre de 2014 | Diada del primer diumenge de Festes de Santa Tecla | Plaça de la Font, Tarragona                     | Descarregat      | 9de8, 4de9fa, 3de9fa, Pde8fm                         |                                                                    |
| 80   | Colla Vella dels Xiquets de Valls | 14 de setembre de 2014 | Diada del primer diumenge de Festes de Santa Tecla | Plaça de la Font, Tarragona                     | Carregat         | 3de9f, 4de9fp, 9de8, Pde8fm(c)                       |                                                                    |
| 81   | Colla Vella dels Xiquets de Valls | 5 d'octubre de 2014    | XXV Concurs de Castells de Tarragona               | Tarraco Arena Plaça, Tarragona                  | Descarregat      | 4de9fp, 3de10fm(c), 2de8sf(c), 4de9sf(id)            |                                                                    |
| 82   | Castellers de Vilafranca          | 5 d'octubre de 2014    | XXV Concurs de Castells de Tarragona               | Tarraco Arena Plaça, Tarragona                  | Descarregat      | 4de9fa, 3de9fa, Tde8sf(c), 3de10fm(c)                |                                                                    |
| 83   | Colla Vella dels Xiquets de Valls | 26 d'octubre de 2014   | Diada de Santa Úrsula                              | Plaça del Blat, Valls                           | Descarregat      | 4de9fp, 3de10fm(i), 3de10fm(i), 4de9sf(c), Pde8fm    |                                                                    |
| 84   | Colla Vella dels Xiquets de Valls | 5 d'agost de 2015      | Diada de Firagost                                  | Plaça del Blat, Valls                           | Descarregat      | 3de9f, 2de9fm, 4de9fp, Pde8fm                        |                                                                    |
| 85   | Colla Vella dels Xiquets de Valls | 22 d'agost de 2015     | Festa Major del Catllar                            | Plaça de la Vila, El Catllar                    | Descarregat      | 4de9fp, 2de9fm, 3de9f, Pde8fm                        | Primer 4de9fp descarregat al Catllar.                              |
| 86   | Colla Vella dels Xiquets de Valls | 23 d'agost de 2015     | Festa Major de l'Arboç                             | Plaça de la Vila, L'Arboç                       | Descarregat      | 3de9f, 4de9fp, 4de9f, Pde7f                          | Primer 4de9fp descarregat a l’Arboç.                               |
| 87   | Colla Vella dels Xiquets de Valls | 30 d'agost de 2015     | Diada de Sant Fèlix                                | Plaça de la Vila, Vilafranca del Penedès        | Descarregat      | 4de9fp, 3de10fm(i), 4de9sf, 2de8sf(c), Pde8fm        |                                                                    |
| 88   | Colla Vella dels Xiquets de Valls | 20 de setembre de 2015 | Diada del primer diumenge de Festes de Santa Tecla | Plaça de la Font, Tarragona                     | Carregat         | 4de9fp(c), 4de9sf(id), 4de9sf, 3de10fm(c), Pde8fm(c) |                                                                    |
| 89   | Colla Vella dels Xiquets de Valls | 3 d'octubre de 2015    | Diada del Mercadal                                 | Plaça del Mercadal, Reus                        | Intent desmuntat | 3de9f, 2de9fm, 4de9fp(id), 4de9fp, Pde6              |                                                                    |
| 90   | Colla Vella dels Xiquets de Valls | 3 d'octubre de 2015    | Diada del Mercadal                                 | Plaça del Mercadal, Reus                        | Descarregat      | 3de9f, 2de9fm, 4de9fp(id), 4de9fp, Pde6              | Primer 4de9fp descarregat a Reus.                                  |
| 91   | Colla Vella dels Xiquets de Valls | 11 d'octubre de 2015   | Diada de la Nova Atenes                            | Parc de Sant Jordi, Terrassa                    | Descarregat      | 3de9f, 4de9fp, 2de8f, Pde7f                          | Primer 4de9fp descarregat a Terrassa.                              |
| 92   | Castellers de Vilafranca          | 18 d'octubre de 2015   | Diada dels Castellers de Sants                     | Plaça de Bonet i Muixí, Barcelona               | Intent           | 3de9f, 4de9fa, 4de9f, Tde8f, Pde5                    |                                                                    |
| 93   | Colla Vella dels Xiquets de Valls | 24 de juny de 2016     | Diada de Sant Joan                                 | Plaça del Blat, Valls                           | Descarregat      | 4de9fp, 2de9fm(c), 5de9f, Pde7f(c)                   |                                                                    |
| 94   | Colla Vella dels Xiquets de Valls | 3 d'agost de 2016      | Diada de Firagost                                  | Plaça del Blat, Valls                           | Descarregat      | 4de9fp, 3de10fm, 5de9f, Pde8fm                       |                                                                    |
| 95   | Colla Vella dels Xiquets de Valls | 15 d'agost de 2016     | Festa Major de la Bisbal del Penedès               | Carrer del Doctor Robert, La Bisbal del Penedès | Descarregat      | 3de9f, 4de9fp, 5de9f(c), 2 Pde5                      |                                                                    |
| 96   | Colla Vella dels Xiquets de Valls | 27 d'agost de 2016     | Festa Major del Catllar                            | Plaça de la Vila, El Catllar                    | Descarregat      | 4de9fp, 5de9f, 3de9f, Pde8fm                         |                                                                    |
| 97   | Colla Vella dels Xiquets de Valls | 28 d'agost de 2016     | Festa Major de l'Arboç                             | Plaça de la Vila, L'Arboç                       | Descarregat      | 3de9f, 4de9fp, 4de9f, 2 Pde5                         |                                                                    |
| 98   | Colla Vella dels Xiquets de Valls | 30 d'agost de 2016     | Diada de Sant Fèlix                                | Plaça de la Vila, Vilafranca del Penedès        | Descarregat      | 3de10fm, 4de9sf, 4de9fp, Pde8fm(c)                   |                                                                    |
| 99   | Colla Vella dels Xiquets de Valls | 18 de setembre de 2016 | Diada del primer diumenge de Festes de Santa Tecla | Plaça de la Font, Tarragona                     | Carregat         | 3de10fm(c), 4de9fp(c), 4de10fm(c), Pde6              |                                                                    |
| 100  | Castellers de Vilafranca          | 23 de juliol de 2017   | Diada de les Santes                                | Plaça de Santa Anna, Mataró                     | Descarregat      | 4de9fa, Tde9fm, 3de8ps(i), 3de8ps, Pde7f(c)          | Primer 4de9fa descarregat a Mataró.                                |
| 101  | Castellers de Vilafranca          | 29 de juliol de 2017   | Diada de les Neus                                  | Plaça de la Vila, Vilanova i la Geltrú          | Descarregat      | Tde9fm, 3de10fm(c), 4de9fa, Pde8fm(id)               | Primer 4de9fa descarregat a Vilanova i la Geltrú.                  |
| 102  | Colla Vella dels Xiquets de Valls | 15 d'agost de 2017     | Festa Major de la Bisbal del Penedès               | Carrer del Doctor Robert, La Bisbal del Penedès | Intent           | 5de9f, 4de9fp(i), 3de9f, 4de9fp(i), 4de8p, Pde7f     |                                                                    |
| 103  | Castellers de Vilafranca          | 15 d'agost de 2017     | Festa Major de la Bisbal del Penedès               | Carrer del Doctor Robert, La Bisbal del Penedès | Carregat         | 3de9fa(i), 4de9f, Tde9fm, 4de9fa(c), Pde6            |                                                                    |
| 104  | Colla Vella dels Xiquets de Valls | 15 d'agost de 2017     | Festa Major de la Bisbal del Penedès               | Carrer del Doctor Robert, La Bisbal del Penedès | Intent           | 5de9f, 4de9fp(i), 3de9f, 4de9fp(i), 4de8p, Pde7f     |                                                                    |
| 105  | Colla Vella dels Xiquets de Valls | 26 d'agost de 2017     | Festa Major del Catllar                            | Plaça de la Vila, El Catllar                    | Descarregat      | 3de9f, 4de9fp, 5de9f, Pde7f                          |                                                                    |
| 106  | Colla Vella dels Xiquets de Valls | 27 d'agost de 2017     | Festa Major de l'Arboç                             | Plaça de la Vila, L'Arboç                       | Descarregat      | 4de9fp, 5de9f, 3de9f, Pde7f                          |                                                                    |
| 107  | Castellers de Vilafranca          | 27 d'agost de 2017     | Festa Major de l'Arboç                             | Plaça de la Vila, L'Arboç                       | Intent           | Tde9fm, 3de10fm, 4de9fa(i), 4de9f, Pde7f             |                                                                    |
| 108  | Colla Vella dels Xiquets de Valls | 30 d'agost de 2017     | Diada de Sant Fèlix                                | Plaça de la Vila, Vilafranca del Penedès        | Descarregat      | 4de9fp, 4de9sf, 3de10fm(id), 5de9f, Pde8fm           |                                                                    |
| 109  | Colla Vella dels Xiquets de Valls | 17 de setembre de 2017 | Diada del primer diumenge de Festes de Santa Tecla | Plaça de la Font, Tarragona                     | Descarregat      | 4de9fp, 4de9sf(c), 5de9f, Pde6                       |                                                                    |
| 110  | Colla Vella dels Xiquets de Valls | 24 de juny de 2018     | Diada de Sant Joan                                 | Plaça del Blat, Valls                           | Descarregat      | 5de9f, 4de9fp, 3de9f i 4de9f simultanis, Pde7f       |                                                                    |
| 111  | Colla Vella dels Xiquets de Valls | 1 d'agost de 2018      | Diada de Firagost                                  | Plaça del Blat, Valls                           | Descarregat      | 5de9f, 3de10fm(c),4de9fp, Pde7f                      |                                                                    |
| 112  | Colla Vella dels Xiquets de Valls | 15 d'agost de 2018     | Festa Major de la Bisbal del Penedès               | Carrer del Doctor Robert, La Bisbal del Penedès | Carregat         | 5de9f, 4de9fp(c), 9de8, Pde7f                        |                                                                    |
| 113  | Colla Vella dels Xiquets de Valls | 25 d'agost de 2018     | Festa Major del Catllar                            | Plaça de la Vila, El Catllar                    | Descarregat      | 4de9fp, 4de9sf, 5de9f(c), 2 Pde5                     |                                                                    |
| 114  | Colla Jove Xiquets de Tarragona   | 25 d'agost de 2018     | Festa Major del Catllar                            | Plaça de la Vila, El Catllar                    | Descarregat      | 5de9f, 4de9fa, 9de8, Pde8fm                          | Primer 4de9fa descarregat de la Colla Jove Xiquets de Tarragona.   |
| 115  | Colla Vella dels Xiquets de Valls | 26 d'agost de 2018     | Festa Major de l'Arboç                             | Plaça de la Vila, L'Arboç                       | Descarregat      | 4de9fp, 4de9f, 9de8, Pde7f                           |                                                                    |
| 116  | Colla Vella dels Xiquets de Valls | 30 d'agost de 2018     | Diada de Sant Fèlix                                | Plaça de la Vila, Vilafranca del Penedès        | Descarregat      | 4de9sf, 2de8sf(c), 4de10fm(id), 4de9fp, Pde8fm       |                                                                    |
| 117  | Colla Vella dels Xiquets de Valls | 10 de setembre de 2018 | Diada Nacional de Catalunya                        | Plaça del Blat, Valls                           | Descarregat      | 2de8sf, 4de9fp, 9de8(c), Pde7f                       |                                                                    |
| 118  | Colla Jove Xiquets de Tarragona   | 16 de setembre de 2018 | Diada del primer diumenge de Festes de Santa Tecla | Plaça de la Font, Tarragona                     | Descarregat      | 5de9f(c), 4de9fa, 3de9f, Pde8fm                      |                                                                    |
| 119  | Colla Jove Xiquets de Tarragona   | 23 de setembre de 2018 | Diada de Santa Tecla                               | Plaça de la Font, Tarragona                     | Intent desmuntat | 3de10fm(c), 4de9fa(id), 9de8, 4de9f(id), Pde8fm(c)   |                                                                    |
| 120  | Colla Vella dels Xiquets de Valls | 7 d'agost de 2019      | Diada de Firagost                                  | Plaça del Blat, Valls                           | Descarregat      | 5de9f, 4de9fp, 2de9fm, Pde7f                         |                                                                    |
| 121  | Colla Vella dels Xiquets de Valls | 24 d'agost de 2019     | Festa Major del Catllar                            | Plaça de la Vila, El Catllar                    | Descarregat      | 4de9fp, 2de8sf, 3de9f, Pde8fm                        |                                                                    |
| 122  | Colla Vella dels Xiquets de Valls | 25 d'agost de 2019     | Festa Major de l'Arboç                             | Plaça de la Vila, L'Arboç                       | Descarregat      | 4de9fp, 2de8sf, 3de9f, Pde7f                         |                                                                    |
| 123  | Colla Jove Xiquets de Tarragona   | 30 d'agost de 2019     | Diada de Sant Fèlix                                | Plaça de la Vila, Vilafranca del Penedès        | Intent           | 4de9fa(i), 9de8, 3de10fm(id), 3de9f, 4de9f, Pde8fm   |                                                                    |
| 124  | Colla Jove Xiquets de Tarragona   | 15 de setembre de 2019 | Diada del primer diumenge de Festes de Santa Tecla | Plaça de la Font, Tarragona                     | Carregat         | 9de8, 5de9f(c), 4de9fa(c), Pde7f                     |                                                                    |
| 125  | Colla Jove Xiquets de Tarragona   | 23 de setembre de 2019 | Diada de Santa Tecla                               | Plaça de la Font, Tarragona                     | Intent           | 9de8, 4de9fa(i), 3de9f(c), 4de8, Pde7f               |                                                                    |

| \| Núm. \| Colla \| Data \| Diada \| Plaça \| Resultat \| Actuació \| Notes \| \| ---- \| --------------------------------- \| ---------------------- \| -------------------------------------------------- \| ----------------------------------------------- \| ---------------- \| ------------------------------------------------------------- \| ----------------------------------- \| \| 126 \| Castellers de Vilafranca \| 28 d'agost de 2022 \| Festa Major de l'Arboç \| Plaça de la Vila, L'Arboç \| Intent \| 3de9f, 4de9fa(i), 4de8a, 4de9f, 3 Pde5 \| \| \| 127 \| Colla Vella dels Xiquets de Valls \| 18 de setembre de 2022 \| Diada del primer diumenge de Festes de Santa Tecla \| Plaça de la Font, Tarragona \| Intent \| 3de9f, 2de8sf, 4de9fp(i), 4de9f, Pde7f \| \| \| 128 \| Colla Vella dels Xiquets de Valls \| 23 d'octubre de 2022 \| Diada de Santa Úrsula \| Plaça del Blat, Valls \| Descarregat \| 4de9fp, 2de8sf, 3de9sf(i), 3de9f, 2 Pde5 \| \| \| 129 \| Colla Vella dels Xiquets de Valls \| 24 de juny de 2023 \| Diada de Sant Joan \| Plaça del Blat, Valls \| Descarregat \| 3de9f, 4de9fp, 4de9f, Pde8fm \| \| \| 130 \| Colla Vella dels Xiquets de Valls \| 2 d'agost de 2023 \| Diada de Firagost \| Plaça del Blat, Valls \| Descarregat \| 3de9f, 4de9fp, 4de9f, Pde8fm \| \| \| 131 \| Castellers de Vilafranca \| 12 d'agost de 2023 \| Diada de Cal Figarot \| Carrer del General Prim, Vilafranca del Penedès \| Intent \| Tde9fm(id), 4de9fa(i), 3de9f, 4de8a, 4de9f, Pde6 \| \| \| 132 \| Castellers de Vilafranca \| 15 d'agost de 2023 \| Festa Major de la Bisbal del Penedès \| Carrer del Doctor Robert, la Bisbal del Penedès \| Intent desmuntat \| 4de9f, 3de9f, 4de9fa(id), 4de9fa(id), 4de8a, Pde7f \| \| \| 133 \| Castellers de Vilafranca \| 15 d'agost de 2023 \| Festa Major de la Bisbal del Penedès \| Carrer del Doctor Robert, la Bisbal del Penedès \| Intent desmuntat \| 4de9f, 3de9f, 4de9fa(id), 4de9fa(id), 4de8a, Pde7f \| \| \| 134 \| Colla Vella dels Xiquets de Valls \| 26 d'agost de 2023 \| Festa Major del Catllar \| Plaça de la Vila, el Catllar \| Descarregat \| 4de9fp, 4de9f(id) \| \| \| 135 \| Castellers de Vilafranca \| 27 d'agost de 2023 \| Festa Major de l'Arboç \| Plaça de la Vila, l'Arboç \| Carregat \| 3de9f, 4de9fa(c), 4de9f(id), 4de9f(id), 4de9f \| \| \| 136 \| Colla Vella dels Xiquets de Valls \| 30 d'agost de 2023 \| Diada de Sant Fèlix 2023 \| Plaça de la Vila, Vilafranca del Penedès \| Descarregat \| 4de9fp, 2de8sf(c), 4de9f, Pde7f \| \| \| 137 \| Castellers de Vilafranca \| 30 d'agost de 2023 \| Diada de Sant Fèlix \| Plaça de la Vila, Vilafranca del Penedès \| Carregat \| 3de10fm, 4de9fa(c), 7de9f(id), 7de9f, Pde8fm \| \| \| 138 \| Colla Vella dels Xiquets de Valls \| 17 de setembre de 2023 \| Diada del primer diumenge de Festes de Santa Tecla \| Plaça de la Font, Tarragona \| Descarregat \| 4de9fp, 4de9sf, 3de9f, Pde7f \| \| \| 139 \| Colla Vella dels Xiquets de Valls \| 7 d'octubre de 2023 \| Diada del Mercadal \| Plaça del Mercadal, Reus \| Carregat \| 4de9fp(c), 2de8sf(c), 4de9f, Pde7f \| \| \| 140 \| Colla Vella dels Xiquets de Valls \| 22 d'octubre de 2023 \| Diada de Santa Úrsula \| Plaça del Blat, Valls \| Descarregat \| 4de9sf, 4de10fm(i), 2de8sf(c), 4de10fm(i), 4de9fp, Pde8fm \| \| \| 141 \| Castellers de Vilafranca \| 3 d'agost de 2024 \| Diada de les Neus \| Plaça de la Vila, Vilanova i la Geltrú \| Descarregat \| 5de9f, 3de10fm, 4de9fa, Pde8fm \| \| \| 142 \| Colla Vella dels Xiquets de Valls \| 7 d'agost de 2024 \| Diada de Firagost \| Plaça del Blat, Valls \| Descarregat \| 2de9fm, 5de9f(id), 5de9f, 4de9fp, Pde7f \| \| \| 143 \| Colla Vella dels Xiquets de Valls \| 24 d'agost de 2024 \| Festa Major del Catllar \| Plaça de la Vila, el Catllar \| Carregat \| 4de9fp(c), 4de9sf(id), 4de9sf(c), 3de9f, Pde8fm \| \| \| 144 \| Castellers de Vilafranca \| 25 d'agost de 2024 \| Festa Major de l'Arboç \| Plaça de la Vila, l'Arboç \| Descarregat \| 4de9fa, 3de10fm, 5de9f, Pde8fm \| \| \| 145 \| Castellers de Vilafranca \| 30 d'agost de 2024 \| Diada de Sant Fèlix \| Plaça de la Vila, Vilafranca del Penedès \| Descarregat \| 3de10fm(c), 4de9fa, 9de9f(id), Tde9fm(c), Pde8fm \| \| \| 146 \| Castellers de Vilafranca \| 15 de setembre de 2024 \| Diada del primer diumenge de Festes de Santa Tecla \| Plaça de la Font, Tarragona \| Descarregat \| 4de9fa, Tde9fm(id), 3de9f, 9de8, Pde8fm \| \| \| 147 \| Colla Vella dels Xiquets de Valls \| 15 de setembre de 2024 \| Diada del primer diumenge de Festes de Santa Tecla \| Plaça de la Font, Tarragona \| Carregat \| 4de9fp(c), Tde9fm(c), 4de9f, Pde7f \| \| \| 148 \| Castellers de Vilafranca \| 6 d'octubre de 2024 \| XXIX Concurs de castells de Tarragona \| Tarraco Arena Plaça, Tarragona \| Carregat \| 3de10fm, 9de9f(id), 4de9fa(c), 9de9f(c), 4de10fm(c) \| \| \| 149 \| Colla Vella dels Xiquets de Valls \| 6 d'octubre de 2024 \| XXIX Concurs de castells de Tarragona \| Tarraco Arena Plaça, Tarragona \| Carregat \| 4de9sf, 4de10fm(i), 4de9fp(c), 4de10fm(c) \| \| \| 150 \| Colla Jove Xiquets de Tarragona \| 6 d'octubre de 2024 \| Diada de Santa Teresa \| Plaça Vella, el Vendrell \| Carregat \| 2de9fm, 4de9fa(c), 3de9f, Pde7f \| Primer 4de9fa carregat al Vendrell. \| \| 151 \| Castellers de Vilafranca \| 1 de novembre de 2024 \| Diada de Tots Sants \| Plaça de la Vila, Vilafranca del Penedès \| Descarregat \| 4de10fm, 3de10fm(id), Pde9fmp(id), 4de9sf(id), 4de9fa, Pde8fm \| \| |                                   |                        |                                                    |                                                 |                  |                                                               |                                     |
| Núm. | Colla                             | Data                   | Diada                                              | Plaça                                           | Resultat         | Actuació                                                      | Notes                               |
| 126 | Castellers de Vilafranca          | 28 d'agost de 2022     | Festa Major de l'Arboç                             | Plaça de la Vila, L'Arboç                       | Intent           | 3de9f, 4de9fa(i), 4de8a, 4de9f, 3 Pde5                        |                                     |
| 127 | Colla Vella dels Xiquets de Valls | 18 de setembre de 2022 | Diada del primer diumenge de Festes de Santa Tecla | Plaça de la Font, Tarragona                     | Intent           | 3de9f, 2de8sf, 4de9fp(i), 4de9f, Pde7f                        |                                     |
| 128 | Colla Vella dels Xiquets de Valls | 23 d'octubre de 2022   | Diada de Santa Úrsula                              | Plaça del Blat, Valls                           | Descarregat      | 4de9fp, 2de8sf, 3de9sf(i), 3de9f, 2 Pde5                      |                                     |
| 129 | Colla Vella dels Xiquets de Valls | 24 de juny de 2023     | Diada de Sant Joan                                 | Plaça del Blat, Valls                           | Descarregat      | 3de9f, 4de9fp, 4de9f, Pde8fm                                  |                                     |
| 130 | Colla Vella dels Xiquets de Valls | 2 d'agost de 2023      | Diada de Firagost                                  | Plaça del Blat, Valls                           | Descarregat      | 3de9f, 4de9fp, 4de9f, Pde8fm                                  |                                     |
| 131 | Castellers de Vilafranca          | 12 d'agost de 2023     | Diada de Cal Figarot                               | Carrer del General Prim, Vilafranca del Penedès | Intent           | Tde9fm(id), 4de9fa(i), 3de9f, 4de8a, 4de9f, Pde6              |                                     |
| 132 | Castellers de Vilafranca          | 15 d'agost de 2023     | Festa Major de la Bisbal del Penedès               | Carrer del Doctor Robert, la Bisbal del Penedès | Intent desmuntat | 4de9f, 3de9f, 4de9fa(id), 4de9fa(id), 4de8a, Pde7f            |                                     |
| 133 | Castellers de Vilafranca          | 15 d'agost de 2023     | Festa Major de la Bisbal del Penedès               | Carrer del Doctor Robert, la Bisbal del Penedès | Intent desmuntat | 4de9f, 3de9f, 4de9fa(id), 4de9fa(id), 4de8a, Pde7f            |                                     |
| 134 | Colla Vella dels Xiquets de Valls | 26 d'agost de 2023     | Festa Major del Catllar                            | Plaça de la Vila, el Catllar                    | Descarregat      | 4de9fp, 4de9f(id)                                             |                                     |
| 135 | Castellers de Vilafranca          | 27 d'agost de 2023     | Festa Major de l'Arboç                             | Plaça de la Vila, l'Arboç                       | Carregat         | 3de9f, 4de9fa(c), 4de9f(id), 4de9f(id), 4de9f                 |                                     |
| 136 | Colla Vella dels Xiquets de Valls | 30 d'agost de 2023     | Diada de Sant Fèlix 2023                           | Plaça de la Vila, Vilafranca del Penedès        | Descarregat      | 4de9fp, 2de8sf(c), 4de9f, Pde7f                               |                                     |
| 137 | Castellers de Vilafranca          | 30 d'agost de 2023     | Diada de Sant Fèlix                                | Plaça de la Vila, Vilafranca del Penedès        | Carregat         | 3de10fm, 4de9fa(c), 7de9f(id), 7de9f, Pde8fm                  |                                     |
| 138 | Colla Vella dels Xiquets de Valls | 17 de setembre de 2023 | Diada del primer diumenge de Festes de Santa Tecla | Plaça de la Font, Tarragona                     | Descarregat      | 4de9fp, 4de9sf, 3de9f, Pde7f                                  |                                     |
| 139 | Colla Vella dels Xiquets de Valls | 7 d'octubre de 2023    | Diada del Mercadal                                 | Plaça del Mercadal, Reus                        | Carregat         | 4de9fp(c), 2de8sf(c), 4de9f, Pde7f                            |                                     |
| 140 | Colla Vella dels Xiquets de Valls | 22 d'octubre de 2023   | Diada de Santa Úrsula                              | Plaça del Blat, Valls                           | Descarregat      | 4de9sf, 4de10fm(i), 2de8sf(c), 4de10fm(i), 4de9fp, Pde8fm     |                                     |
| 141 | Castellers de Vilafranca          | 3 d'agost de 2024      | Diada de les Neus                                  | Plaça de la Vila, Vilanova i la Geltrú          | Descarregat      | 5de9f, 3de10fm, 4de9fa, Pde8fm                                |                                     |
| 142 | Colla Vella dels Xiquets de Valls | 7 d'agost de 2024      | Diada de Firagost                                  | Plaça del Blat, Valls                           | Descarregat      | 2de9fm, 5de9f(id), 5de9f, 4de9fp, Pde7f                       |                                     |
| 143 | Colla Vella dels Xiquets de Valls | 24 d'agost de 2024     | Festa Major del Catllar                            | Plaça de la Vila, el Catllar                    | Carregat         | 4de9fp(c), 4de9sf(id), 4de9sf(c), 3de9f, Pde8fm               |                                     |
| 144 | Castellers de Vilafranca          | 25 d'agost de 2024     | Festa Major de l'Arboç                             | Plaça de la Vila, l'Arboç                       | Descarregat      | 4de9fa, 3de10fm, 5de9f, Pde8fm                                |                                     |
| 145 | Castellers de Vilafranca          | 30 d'agost de 2024     | Diada de Sant Fèlix                                | Plaça de la Vila, Vilafranca del Penedès        | Descarregat      | 3de10fm(c), 4de9fa, 9de9f(id), Tde9fm(c), Pde8fm              |                                     |
| 146 | Castellers de Vilafranca          | 15 de setembre de 2024 | Diada del primer diumenge de Festes de Santa Tecla | Plaça de la Font, Tarragona                     | Descarregat      | 4de9fa, Tde9fm(id), 3de9f, 9de8, Pde8fm                       |                                     |
| 147 | Colla Vella dels Xiquets de Valls | 15 de setembre de 2024 | Diada del primer diumenge de Festes de Santa Tecla | Plaça de la Font, Tarragona                     | Carregat         | 4de9fp(c), Tde9fm(c), 4de9f, Pde7f                            |                                     |
| 148 | Castellers de Vilafranca          | 6 d'octubre de 2024    | XXIX Concurs de castells de Tarragona              | Tarraco Arena Plaça, Tarragona                  | Carregat         | 3de10fm, 9de9f(id), 4de9fa(c), 9de9f(c), 4de10fm(c)           |                                     |
| 149 | Colla Vella dels Xiquets de Valls | 6 d'octubre de 2024    | XXIX Concurs de castells de Tarragona              | Tarraco Arena Plaça, Tarragona                  | Carregat         | 4de9sf, 4de10fm(i), 4de9fp(c), 4de10fm(c)                     |                                     |
| 150 | Colla Jove Xiquets de Tarragona   | 6 d'octubre de 2024    | Diada de Santa Teresa                              | Plaça Vella, el Vendrell                        | Carregat         | 2de9fm, 4de9fa(c), 3de9f, Pde7f                               | Primer 4de9fa carregat al Vendrell. |
| 151 | Castellers de Vilafranca          | 1 de novembre de 2024  | Diada de Tots Sants                                | Plaça de la Vila, Vilafranca del Penedès        | Descarregat      | 4de10fm, 3de10fm(id), Pde9fmp(id), 4de9sf(id), 4de9fa, Pde8fm |                                     |

| Núm. | Colla                             | Data                   | Diada                                              | Plaça                                           | Resultat         | Actuació                                                      | Notes                               |
| ---- | --------------------------------- | ---------------------- | -------------------------------------------------- | ----------------------------------------------- | ---------------- | ------------------------------------------------------------- | ----------------------------------- |
| 126  | Castellers de Vilafranca          | 28 d'agost de 2022     | Festa Major de l'Arboç                             | Plaça de la Vila, L'Arboç                       | Intent           | 3de9f, 4de9fa(i), 4de8a, 4de9f, 3 Pde5                        |                                     |
| 127  | Colla Vella dels Xiquets de Valls | 18 de setembre de 2022 | Diada del primer diumenge de Festes de Santa Tecla | Plaça de la Font, Tarragona                     | Intent           | 3de9f, 2de8sf, 4de9fp(i), 4de9f, Pde7f                        |                                     |
| 128  | Colla Vella dels Xiquets de Valls | 23 d'octubre de 2022   | Diada de Santa Úrsula                              | Plaça del Blat, Valls                           | Descarregat      | 4de9fp, 2de8sf, 3de9sf(i), 3de9f, 2 Pde5                      |                                     |
| 129  | Colla Vella dels Xiquets de Valls | 24 de juny de 2023     | Diada de Sant Joan                                 | Plaça del Blat, Valls                           | Descarregat      | 3de9f, 4de9fp, 4de9f, Pde8fm                                  |                                     |
| 130  | Colla Vella dels Xiquets de Valls | 2 d'agost de 2023      | Diada de Firagost                                  | Plaça del Blat, Valls                           | Descarregat      | 3de9f, 4de9fp, 4de9f, Pde8fm                                  |                                     |
| 131  | Castellers de Vilafranca          | 12 d'agost de 2023     | Diada de Cal Figarot                               | Carrer del General Prim, Vilafranca del Penedès | Intent           | Tde9fm(id), 4de9fa(i), 3de9f, 4de8a, 4de9f, Pde6              |                                     |
| 132  | Castellers de Vilafranca          | 15 d'agost de 2023     | Festa Major de la Bisbal del Penedès               | Carrer del Doctor Robert, la Bisbal del Penedès | Intent desmuntat | 4de9f, 3de9f, 4de9fa(id), 4de9fa(id), 4de8a, Pde7f            |                                     |
| 133  | Castellers de Vilafranca          | 15 d'agost de 2023     | Festa Major de la Bisbal del Penedès               | Carrer del Doctor Robert, la Bisbal del Penedès | Intent desmuntat | 4de9f, 3de9f, 4de9fa(id), 4de9fa(id), 4de8a, Pde7f            |                                     |
| 134  | Colla Vella dels Xiquets de Valls | 26 d'agost de 2023     | Festa Major del Catllar                            | Plaça de la Vila, el Catllar                    | Descarregat      | 4de9fp, 4de9f(id)                                             |                                     |
| 135  | Castellers de Vilafranca          | 27 d'agost de 2023     | Festa Major de l'Arboç                             | Plaça de la Vila, l'Arboç                       | Carregat         | 3de9f, 4de9fa(c), 4de9f(id), 4de9f(id), 4de9f                 |                                     |
| 136  | Colla Vella dels Xiquets de Valls | 30 d'agost de 2023     | Diada de Sant Fèlix 2023                           | Plaça de la Vila, Vilafranca del Penedès        | Descarregat      | 4de9fp, 2de8sf(c), 4de9f, Pde7f                               |                                     |
| 137  | Castellers de Vilafranca          | 30 d'agost de 2023     | Diada de Sant Fèlix                                | Plaça de la Vila, Vilafranca del Penedès        | Carregat         | 3de10fm, 4de9fa(c), 7de9f(id), 7de9f, Pde8fm                  |                                     |
| 138  | Colla Vella dels Xiquets de Valls | 17 de setembre de 2023 | Diada del primer diumenge de Festes de Santa Tecla | Plaça de la Font, Tarragona                     | Descarregat      | 4de9fp, 4de9sf, 3de9f, Pde7f                                  |                                     |
| 139  | Colla Vella dels Xiquets de Valls | 7 d'octubre de 2023    | Diada del Mercadal                                 | Plaça del Mercadal, Reus                        | Carregat         | 4de9fp(c), 2de8sf(c), 4de9f, Pde7f                            |                                     |
| 140  | Colla Vella dels Xiquets de Valls | 22 d'octubre de 2023   | Diada de Santa Úrsula                              | Plaça del Blat, Valls                           | Descarregat      | 4de9sf, 4de10fm(i), 2de8sf(c), 4de10fm(i), 4de9fp, Pde8fm     |                                     |
| 141  | Castellers de Vilafranca          | 3 d'agost de 2024      | Diada de les Neus                                  | Plaça de la Vila, Vilanova i la Geltrú          | Descarregat      | 5de9f, 3de10fm, 4de9fa, Pde8fm                                |                                     |
| 142  | Colla Vella dels Xiquets de Valls | 7 d'agost de 2024      | Diada de Firagost                                  | Plaça del Blat, Valls                           | Descarregat      | 2de9fm, 5de9f(id), 5de9f, 4de9fp, Pde7f                       |                                     |
| 143  | Colla Vella dels Xiquets de Valls | 24 d'agost de 2024     | Festa Major del Catllar                            | Plaça de la Vila, el Catllar                    | Carregat         | 4de9fp(c), 4de9sf(id), 4de9sf(c), 3de9f, Pde8fm               |                                     |
| 144  | Castellers de Vilafranca          | 25 d'agost de 2024     | Festa Major de l'Arboç                             | Plaça de la Vila, l'Arboç                       | Descarregat      | 4de9fa, 3de10fm, 5de9f, Pde8fm                                |                                     |
| 145  | Castellers de Vilafranca          | 30 d'agost de 2024     | Diada de Sant Fèlix                                | Plaça de la Vila, Vilafranca del Penedès        | Descarregat      | 3de10fm(c), 4de9fa, 9de9f(id), Tde9fm(c), Pde8fm              |                                     |
| 146  | Castellers de Vilafranca          | 15 de setembre de 2024 | Diada del primer diumenge de Festes de Santa Tecla | Plaça de la Font, Tarragona                     | Descarregat      | 4de9fa, Tde9fm(id), 3de9f, 9de8, Pde8fm                       |                                     |
| 147  | Colla Vella dels Xiquets de Valls | 15 de setembre de 2024 | Diada del primer diumenge de Festes de Santa Tecla | Plaça de la Font, Tarragona                     | Carregat         | 4de9fp(c), Tde9fm(c), 4de9f, Pde7f                            |                                     |
| 148  | Castellers de Vilafranca          | 6 d'octubre de 2024    | XXIX Concurs de castells de Tarragona              | Tarraco Arena Plaça, Tarragona                  | Carregat         | 3de10fm, 9de9f(id), 4de9fa(c), 9de9f(c), 4de10fm(c)           |                                     |
| 149  | Colla Vella dels Xiquets de Valls | 6 d'octubre de 2024    | XXIX Concurs de castells de Tarragona              | Tarraco Arena Plaça, Tarragona                  | Carregat         | 4de9sf, 4de10fm(i), 4de9fp(c), 4de10fm(c)                     |                                     |
| 150  | Colla Jove Xiquets de Tarragona   | 6 d'octubre de 2024    | Diada de Santa Teresa                              | Plaça Vella, el Vendrell                        | Carregat         | 2de9fm, 4de9fa(c), 3de9f, Pde7f                               | Primer 4de9fa carregat al Vendrell. |
| 151  | Castellers de Vilafranca          | 1 de novembre de 2024  | Diada de Tots Sants                                | Plaça de la Vila, Vilafranca del Penedès        | Descarregat      | 4de10fm, 3de10fm(id), Pde9fmp(id), 4de9sf(id), 4de9fa, Pde8fm |                                     |

## Colles
Actualment hi ha 4 colles castelleres que han aconseguit carregar el 4 de 9 amb folre i l'agulla, de les quals 3 l'han descarregat. La taula següent mostra la data (any/mes/dia), diada i plaça en què les colles el carregaren o descarregaren per primera vegada en el segle xx o xxi:
| Núm. | Colla                             | Carregat         | Diada                                 | Plaça                                    | Descarregat     | Diada                            | Plaça                                    |
| ---- | --------------------------------- | ---------------- | ------------------------------------- | ---------------------------------------- | --------------- | -------------------------------- | ---------------------------------------- |
| 1    | Castellers de Vilafranca          | 1 novembre 1995  | Diada de Tots Sants                   | Plaça de la Vila, Vilafranca del Penedès | 1 novembre 1996 | Diada de Tots Sants              | Plaça de la Vila, Vilafranca del Penedès |
| 2    | Colla Vella dels Xiquets de Valls | 4 octubre 1998   | XVII Concurs de castells de Tarragona | Plaça de Braus de Tarragona              | 27 octubre 2002 | Diada de Santa Úrsula            | Plaça del Blat, Valls                    |
| 3    | Colla Jove Xiquets de Tarragona   | 25 agost 2018    | Diada de Festa Major del Catllar      | Plaça de la Vila, El Catllar             | 25 agost 2018   | Diada de Festa Major del Catllar | Plaça de la Vila, El Catllar             |
| 4    | Minyons de Terrassa               | 21 novembre 1999 | XXI Diada dels Minyons de Terrassa    | Raval de Montserrat, Terrassa            | No descarregat  | No descarregat                   | No descarregat                           |

## Estadística
| Resultat              |
| --------------------- |
| Descarregat (D)       |
| Carregat (C)          |
| Intent (I)            |
| Intent desmuntat (ID) |

Actualitzat a 31 de desembre de 2024

### Nombre de vegades
Fins a l'actualitat s'han fet més d'un centenar temptatives d'aquest castell per part de 4 colles diferents. A continuació hi ha els seus resultats estadístics.
| Colla                             | Resultats globals | Resultats globals | Resultats globals | Resultats globals | Total | Resultats parcials | Resultats parcials | Resultats parcials |
| Colla                             | D                 | C                 | I                 | ID                | Total | Assolit (D+C)      | No assolit (I+ID)  | Caigudes (C+I)     |
| --------------------------------- | ----------------- | ----------------- | ----------------- | ----------------- | ----- | ------------------ | ------------------ | ------------------ |
| Colla Vella dels Xiquets de Valls | 38                | 12                | 16                | 4                 | 70    | 50                 | 20                 | 28                 |
| Castellers de Vilafranca          | 38                | 10                | 11                | 7                 | 66    | 48                 | 18                 | 21                 |
| Colla Jove Xiquets de Tarragona   | 2                 | 2                 | 2                 | 1                 | 7     | 4                  | 3                  | 4                  |
| Minyons de Terrassa               | 0                 | 6                 | 2                 | 0                 | 8     | 6                  | 2                  | 8                  |
| Total                             | 78                | 30                | 31                | 12                | 151   | 108                | 43                 | 61                 |
| Percentatge                       | 51,7%             | 19,9%             | 20,5%             | 7,9%              | 100%  | 71,5%              | 28,5%              | 40,4%              |

### Poblacions

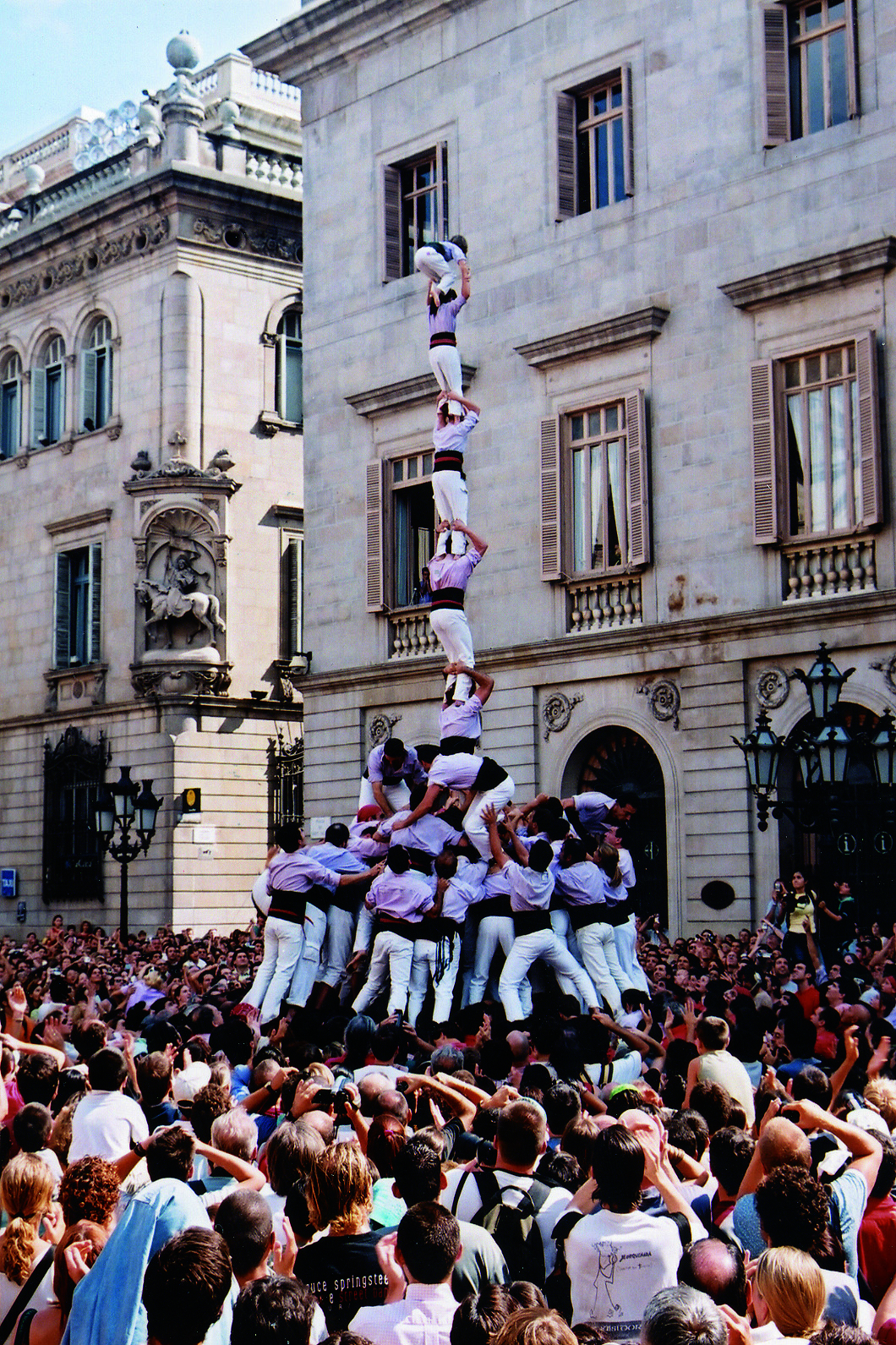
4 de 9 amb folre i l'agulla carregat pels Minyons de Terrassa en la diada de la Mercè de Barcelona l'any 2002.

Fins a l'actualitat el 4 de 9 amb folre i l'agulla s'ha intentat a 15 poblacions diferents. D'aquestes quinze poblacions, en catorze s'hi ha descarregat i/o carregat almenys un 4 de 9 amb folre i l'agulla, i en una no s'ha assolit mai. La població on s'ha provat més cops aquest castell és Vilafranca del Penedès.
| Núm.  | Colla                  | D  | C  | I  | ID | Total |
| ----- | ---------------------- | -- | -- | -- | -- | ----- |
| 1     | Vilafranca del Penedès | 28 | 7  | 12 | 3  | 50    |
| 2     | Tarragona              | 16 | 10 | 5  | 3  | 34    |
| 3     | Valls                  | 14 | 2  | 4  | 1  | 21    |
| 4     | El Catllar             | 7  | 1  | 0  | 0  | 8     |
| 5     | L'Arboç                | 6  | 1  | 2  | 0  | 9     |
| 6     | Vilanova i la Geltrú   | 2  | 0  | 0  | 0  | 2     |
| 7     | La Bisbal del Penedès  | 1  | 2  | 3  | 3  | 9     |
| 8     | Terrassa               | 1  | 2  | 1  | 0  | 4     |
| 9     | Reus                   | 1  | 1  | 2  | 1  | 5     |
| 10    | Mataró                 | 1  | 0  | 0  | 1  | 2     |
| 11    | Sitges                 | 1  | 0  | 0  | 0  | 1     |
| 12    | Girona                 | 0  | 2  | 0  | 0  | 2     |
| 13    | Barcelona              | 0  | 1  | 1  | 0  | 2     |
| 14    | El Vendrell            | 0  | 1  | 0  | 0  | 1     |
| 15    | Altafulla              | 0  | 0  | 1  | 0  | 1     |
| Total | Total                  | 78 | 30 | 31 | 12 | 151   |